# Belgisch-Congo
Belgisch-Congo, vroeger soms ook als Belgisch-Kongo geschreven, was van 15 november 1908 tot 30 juni 1960 een kolonie van België en kwam overeen met het huidige Congo-Kinshasa.

## Onafhankelijke Congostaat

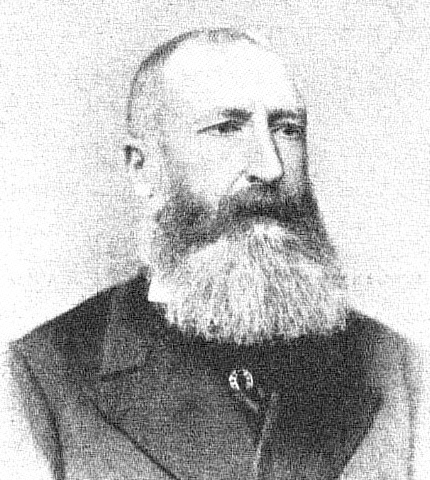
Leopold II, koning der Belgen, stichter en vorst-soeverein van de Onafhankelijke Congostaat.

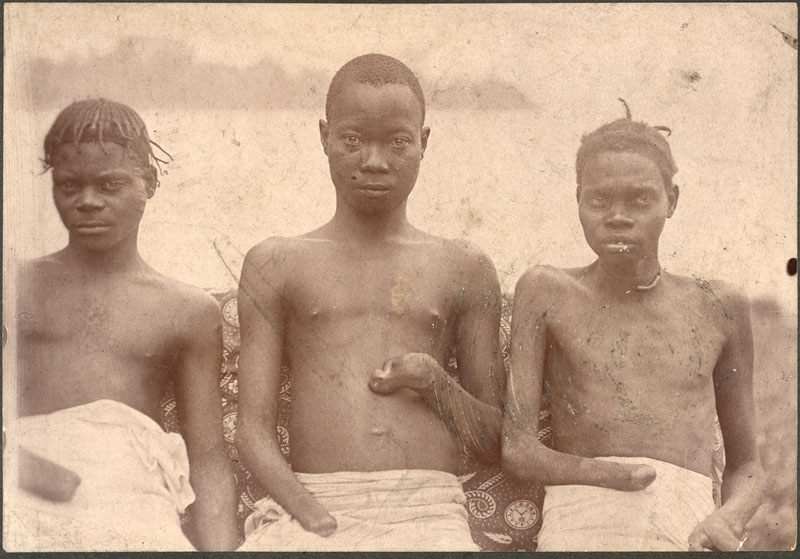
Kinderen die het slachtoffer werden van verminking door de autoriteiten van de Onafhankelijke Congostaat.

Belgisch-Congo werd op 15 november 1908 een Belgische kolonie. Voordien was het gebied sedert 1885 onder de naam Onafhankelijke Congostaat (ook wel Congo-Vrijstaat genoemd) door Leopold II geregeerd als soevereine staat. Door een nauwe samenwerking met de ontdekkingsreiziger Henry Morton Stanley en dankzij een handige diplomatie gesteund vanuit de Verenigde Staten verkreeg Leopold II internationale erkenning van zijn Onafhankelijke Congostaat tijdens en na de Koloniale Conferentie van Berlijn. Zes maanden voor de conferentie hadden de Verenigde Staten immers in een gezamenlijke resolutie van het Amerikaans Congres al verklaard dat "de vlag van de Association internationale du Congo gelijk is aan die van een bevriende regering". Zij werden dan ook de eerste grootmacht die de Onafhankelijke Congostaat erkende. De ontsluiting en ontginning van Congo was aanvankelijk een zwaar verlieslijdende onderneming, ook voor de vorst persoonlijk. Toen echter aan het einde van de 19e eeuw de winning van rubber snel aan belang won, voornamelijk voor de opkomende automobielnijverheid, keerde het tij. De enorme winsten uit de rubber- en ivoorhandel wendden een staatsbankroet af en lieten Leopold II toe grote werken te bekostigen ter verfraaiing van België, zoals onder meer het Paleis der Koloniën in Tervuren en de koninklijke promenade in Oostende.
In geen tijd werd de Onafhankelijke Congostaat het toneel van een ware bonanza, waarbij de concessiemaatschappijen en de overheid zelf op drieste wijze steeds hogere winsten nastreefden, zonder enig respect voor de autochtone bevolking. Zo mondde het beleid van koning Leopold II uit in een schrikbewind, gekenmerkt door brute dwangarbeid en meedogenloze repressie. Arbeiders die de opgelegde quota niet vervulden of die de onmenselijke werkomstandigheden ontvluchtten, werden zwaar bestraft, vaak mishandeld, tot het afhakken van de handen toe, of zelfs standrechtelijk gefusilleerd. De volledige ontwrichting van de op uitbuiting gerichte ontwikkelingsmaatschappijen in het gebied van het evenaarswoud leidde bovendien tot een scherp dalend geboortecijfer, terwijl de snelle verspreiding van voorheen lokale of vanuit het westen geïmporteerde ziekten de mortaliteit omhoog joegen.
De schattingen over het totaal aantal slachtoffers variëren aanzienlijk. De Britse diplomaat Roger Casement heeft het over drie miljoen doden tijdens een periode van twaalf jaar. Peter Forbath noemt ten minste vijf miljoen. Adam Hochschild spreekt van tien miljoen en de Encyclopædia Britannica spreekt van een totale bevolkingsafname van twintig tot dertig miljoen naar acht miljoen. Precieze schattingen zijn onmogelijk, omdat gegevens over de bevolkingsdichtheid in het 19e-eeuwse Congo ontbreken.
Dat de bevolkingsafname dramatisch was staat vast. De wandaden die tijdens de exploitatie van de Onafhankelijke Congostaat op grote schaal voorkwamen zijn deels goed gedocumenteerd. In het Belgisch parlement spraken vooral de socialist Émile Vandervelde en de progressief liberaal Georges Lorand zich geregeld uit tegen de mistoestanden. Na de eeuwwisseling groeide een internationale campagne tegen het Congobeleid van Leopold II. Protestantse missionarissen namen hierin het voortouw, met onder meer de foto's van Alice Seeley Harris. Ook de Ier Roger Casement en de Brit Edmund Dene Morel toonden zich met hun Congo Reform Association heel actief. Joseph Conrad bespeelde in Heart of Darkness (1902) op literaire wijze hetzelfde thema, en ook de auteurs Mark Twain en Arthur Conan Doyle verhieven hun stem. In 1904 zag Leopold II zich genoopt een onderzoekscommissie samen te stellen om de beschuldigingen van Casement ter plaatse te verifiëren. Het rapport van deze Commissie-Janssens (1905) bevestigde vele van de geformuleerde aanklachten. Het werd een belangrijk instrument om de overname van de Onafhankelijke Congostaat door België te bespoedigen.

## Belgische kolonie

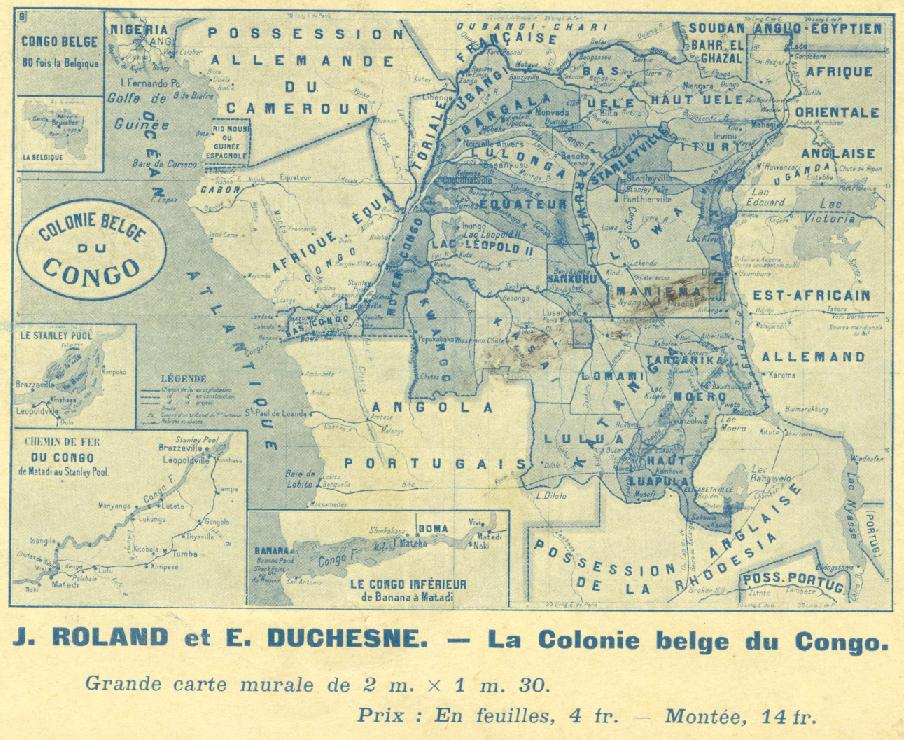
Kaart van Belgisch-Congo uit 1914.

Op 18 oktober 1908 stemden de Kamer van Volksvertegenwoordigers en de Senaat van de Belgische staat ermee in om Onafhankelijke Congostaat te annexeren, nadat Leopold II zijn laatste hoop om er een uitgestrekt Kroondomein in privébezit te houden eindelijk had opgegeven. Het gebied werd vanaf dat moment Belgisch-Congo genoemd. Een van de hevigste critici van een Belgische overname was het progressief-liberale kopstuk Georges Lorand.
De overname van Congo door België werd enerzijds gekenmerkt door continuïteit. Zo bleef de laatste gouverneur-generaal van de Onafhankelijke Congostaat, baron Wahis, in dienst als gouverneur-generaal van Belgisch-Congo, en met hem het merendeel van het oude bestuur. Ook bleef de klemtoon duidelijk liggen op de economische ontsluiting van het massieve Congobekken, en in het bijzonder van het ertsrijke Katanga, dat bovendien tegenover al dan niet vermeende Britse aanspraken verdedigd diende te worden. Tegelijk werden ook min of meer ingrijpende veranderingen doorgevoerd. Zo werd de ongebreidelde en vaak gewelddadige economische exploitatie, waar voornamelijk de private concessiemaatschappijen zich schuldig aan maakten, enigszins ingetoomd. Het Koloniale Charter verbood vooral tussen 1908 en 1914 expliciet elke vorm van dwangarbeid. Dit verbod werd echter niet gehandhaafd. Door de Eerste Wereldoorlog viel de Belgische staatscontrole op het verbod namelijk grotendeels weg. De concessiemaatschappijen konden daardoor een macht verwerven die ze zich na de oorlog haast niet meer lieten ontnemen, zodat in de praktijk dwangarbeid, in verschillende vormen en gradaties, bleef voorkomen tot na de Tweede Wereldoorlog. Wel werden geleidelijk meer middelen vrijgemaakt voor onderwijs en gezondheidszorg.

### Wereldoorlogen
Belgisch-Congo was direct betrokken in de beide wereldoorlogen. Tijdens de Eerste Wereldoorlog werd een langdurige patstelling tussen de Openbare Weermacht (Force Publique) en het Duitse koloniale leger in Duits-Oost-Afrika doorbroken door een gezamenlijk Angelo-Belgisch offensief in 1916. De Openbare Weermacht onder het bevel van generaal Tombeur behaalde in september 1916 een belangrijke overwinning door de verovering van Tabora, gelegen in het huidige Tanzania. Na de oorlog werd België beloond voor de deelname van de Openbare Weermacht aan de Oost-Afrikaanse Veldtocht: het verwierf van de Volkenbond een mandaat over de voormalige Duitse kolonie Ruanda-Urundi. Tijdens de Tweede Wereldoorlog was Belgisch-Congo een cruciale inkomstenbron voor de Belgische regering in ballingschap in Londen. De Openbare Weermacht nam opnieuw deel aan de geallieerde veldtochten in Afrika. Congolese troepen onder Belgisch commando vochten voornamelijk tegen het Italiaanse koloniale leger in Ethiopië.

### Koloniaal bestuur

Bestuurlijke indeling van Belgisch-Congo vanaf 1932.

De kolonie werd bestuurd op basis van het Koloniale Charter van 1908. De Belgische minister van Koloniën, benoemd door de Koning en bijgestaan door een Koloniale Raad (Frans: Conseil Colonial), vormde de uitvoerende macht voor de kolonie. De minister en de Raad zetelden beide permanent in Brussel. De hoogste vertegenwoordiger van het koloniale bestuur in de kolonie was de gouverneur-generaal. Van 1886 tot 1926 zetelde die in Boma, en vanaf 1926 in de nieuwe koloniale hoofdstad Leopoldstad.
Belgisch-Congo was aanvankelijk bestuurlijk ingedeeld in vier provincies: Leopoldstad (Leopoldville of Congo-Kasai), Evenaarsprovincie (Equateur), Oostprovincie (Oriëntale) en Katanga. Aan het hoofd van elke provincie stond een vice-gouverneur-generaal. De bestuurlijke hervorming van 1932 bracht het aantal provincies op zes, elk bestuurd door een provinciegouverneur. De twee, nieuwe provincies waren Kivu en Kasai.
De ruggengraat van het koloniaal bestuur vormde de zogenaamde territoriale dienst. Iedere provincie was ingedeeld in een aantal districten (24 in totaal), en ieder district in gewesten (territoires), aan het hoofd waarvan telkens een gewestbeheerder stond, bijgestaan door één of meer assistent-gewestbeheerders. De gewesten waren verder onderverdeeld in talrijke hoofdijen (chefferies), aan het hoofd waarvan het Belgisch bestuur traditionele hoofden (chefs coutumiers) aanstelde. De gewestbeheerder en zijn assistenten werden geacht hun gebied – vaak uitgestrekter dan een Belgische provincie – geregeld te inspecteren en maakten jaarlijkse verslagen op voor het provinciale bestuur. Inzake rechtspraak bestond er naast een Europees gerechtelijk apparaat ook een stelsel van inlandse rechtbanken (tribunaux indigènes), voorgezeten door de traditionele chefs, maar steeds onder de controle van het koloniaal bestuur.
De orde in de kolonie werd gehandhaafd door de Openbare Weermacht (Force Publique), een lokaal gerekruteerd leger onder Belgisch commando. Pas in de jaren vijftig werden ook eenheden van het Belgisch leger in Belgisch-Congo gelegerd – onder meer in Kamina.

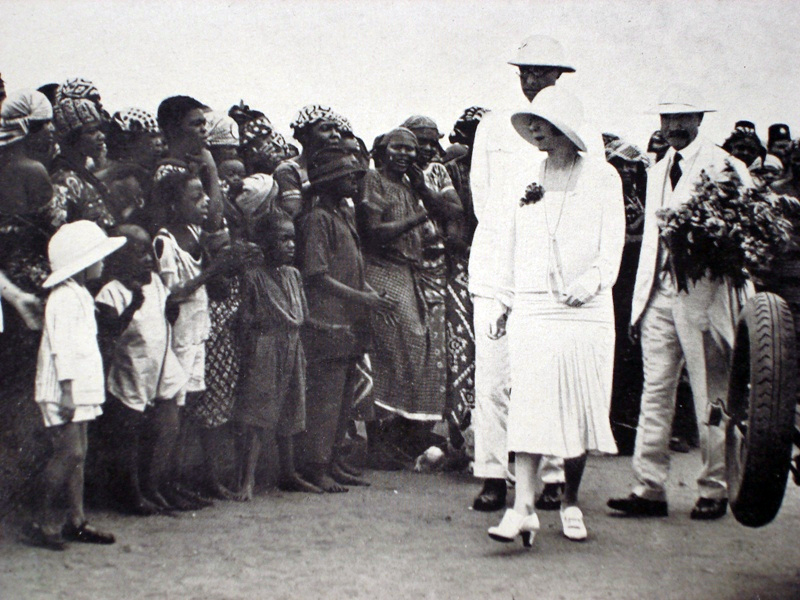
Koning Albert I en koningin Elisabeth bezoeken het militaire kamp van Leopoldstad tijdens hun reis door Belgisch-Congo, 1928.

De koloniale staat, en bij uitbreiding elk gezag uitgeoefend door de blanken in Belgisch-Congo, werd door de inlanders aangeduid met de term "bula matari". Bula matari, of "breker van stenen", was de bijnaam die oorspronkelijk aan Stanley was gegeven, omdat die bij de aanleg van de eerste wegen veelvuldig gebruik liet maken van dynamiet om de rotsen te verbrijzelen. Overdrachtelijk verwijst de term bula matari naar de onweerstaanbare en dwingende kracht van het koloniale gezag.
Aantal Belgen residerend in Belgisch-Congo, 1900–1959:
| Jaar | Belgen |
| ---- | ------ |
| 1900 | 1.187  |
| 1910 | 1.928  |
| 1920 | 3.615  |
| 1930 | 17.676 |
| 1939 | 17.536 |
| 1950 | 39.006 |
| 1955 | 69.813 |
| 1959 | 88.913 |

### Economisch beleid

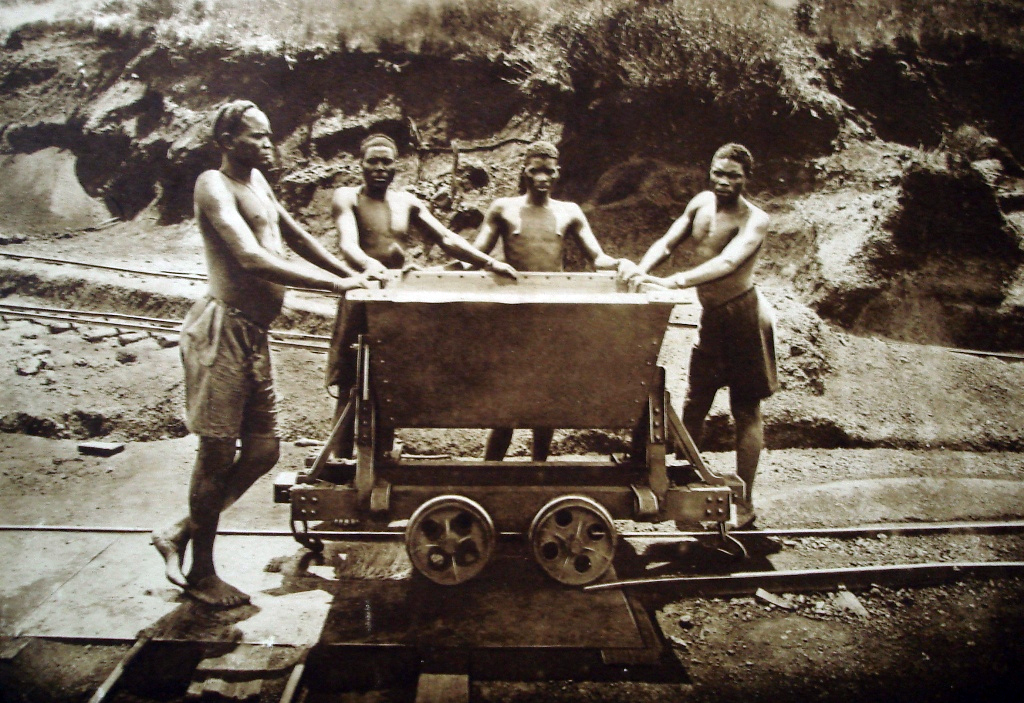
Rwandese arbeiders in de Kisanga-mijn, Katanga, jaren twintig.

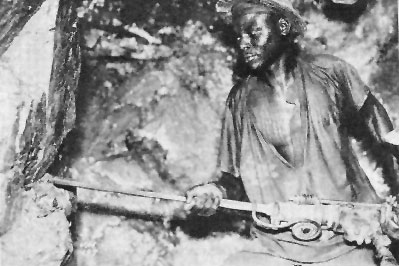
Congolese mijnwerker in Katanga werkend voor Union Minière, 1942.

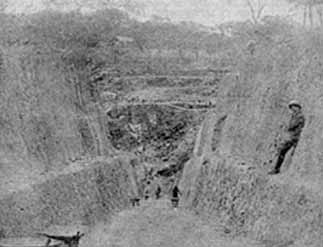
Shinkolobwe. De handgesorteerde ertsen uit deze mijn bevatten tot 65% U_{3}O_{8} (twee grootteordes meer dan op enige andere plaats). De meerderheid van het Uranium voor het Manhattanproject kwam van deze mijn.

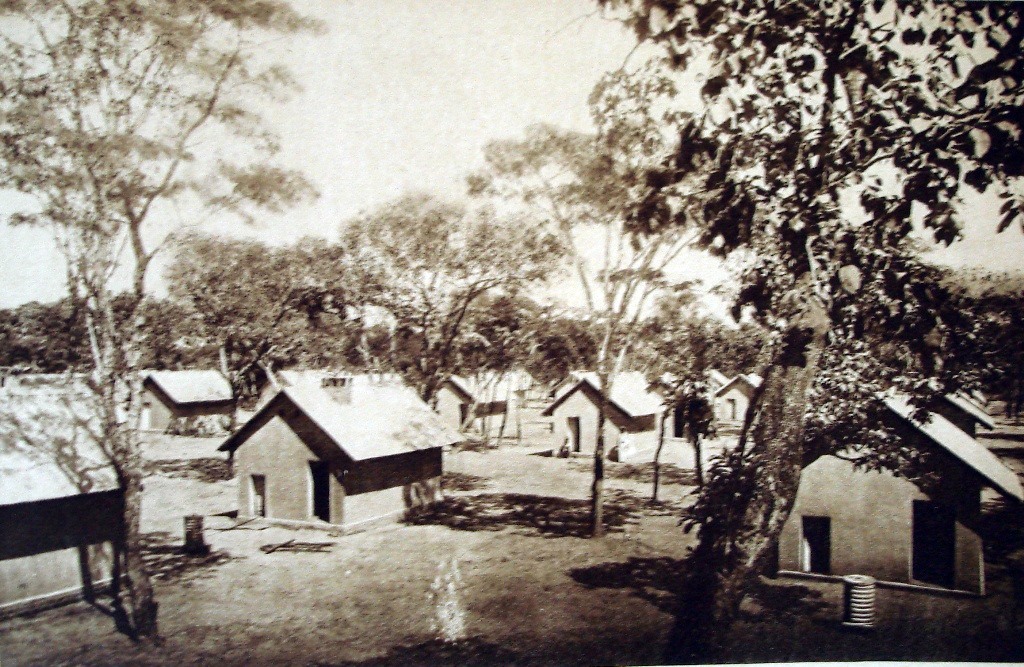
Woningen voor inlandse arbeiders, Prins Leopold-kamp, Union Minière du Haut Katanga, jaren twintig.

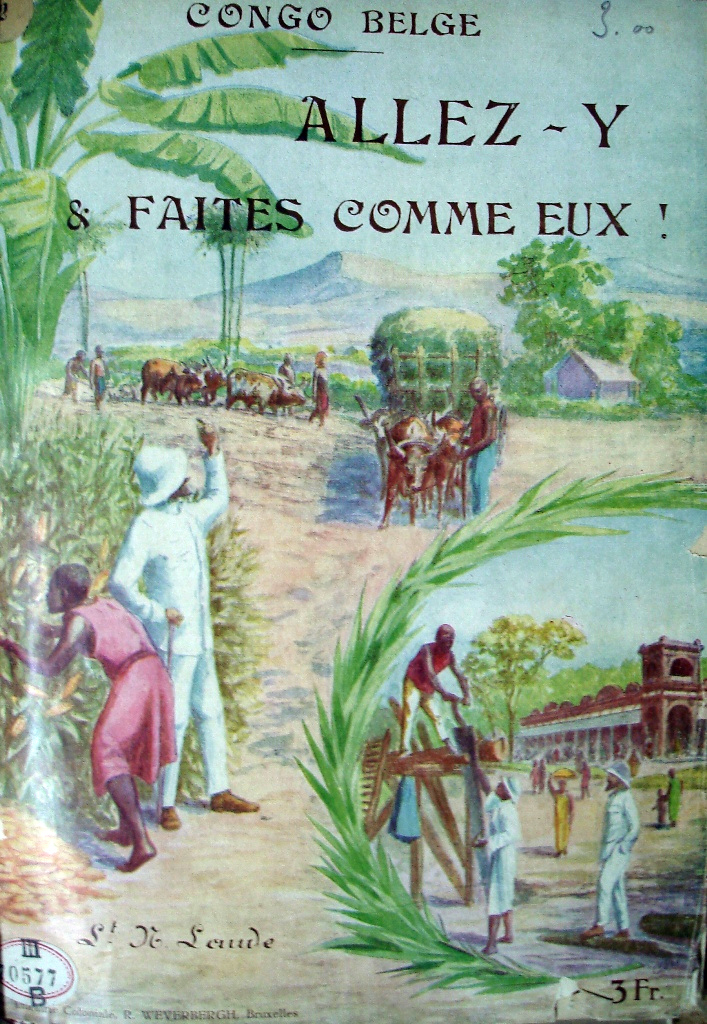
Koloniale propaganda rond 1920.

De Belgische koloniale politiek van 1908 tot 1959 streefde in feite twee hoofddoelstellingen na: de economische ontsluiting ('mise en valeur') en de "beschavingsmissie". De economische ontsluiting werd vooral na de Eerste Wereldoorlog krachtdadig aangepakt. De mijnsector (voornamelijk koper en kobalt in Katanga, diamant in Kasai, goud in Ituri) en de transportinfrastructuur (spoorlijnen Leopoldstad-Matadi, Elisabethstad-Francquihaven) stonden daarbij centraal. Om het benodigde kapitaal aan te trekken, liet de koloniale overheid de grote privémaatschappijen (voornamelijk de Société Générale) daarbij in grote mate vrij. Zo konden ze met de actieve steun van het territoriaal bestuur spotgoedkoop de nodige arbeidskrachten rekruteren in het Congolese binnenland, wat in vele gevallen neerkwam op dwangarbeid.
Ook op landbouwgebied stimuleerde de koloniale overheid een ingrijpende rationalisatie van de productie. De zogenaamde 'terres vacantes' – de gronden die niet aanwijsbaar in gebruik waren van de inlandse volkeren – vielen automatisch aan de staat toe, die ze dan vaak in concessie toewees aan Europese maatschappijen of individuele blanke uitbaters (colons). Zo ontstond een uitgebreide plantage-economie (rubber, palmolie). Tegelijk werd na de Eerste Wereldoorlog ook het systeem van de verplichte culturen ingevoerd, dat de Congolese landbouwers dwong bepaalde marktgewassen (katoen, koffie) te telen voor de Europese markt. Bestuursambtenaren en staatsagronomen werden belast met het toezicht en het bestraffen van Congolese landbouwers die zich aan de gehate plichtculturen trachtten te onttrekken. Vanaf 1933 werd een doelgerichte poging ondernomen de subsistentielandbouw te overstijgen door een klasse van autochtone commerciële landbouwers te vormen door middel van het "paysannat indigène", een programma waarbij landbouwersgezinnen grond in quasiprivébezit kregen toegewezen. Het Institut National des Etudes Agronomique du Congo belge (INEAC) in Yangambi (province Orientale) legde zich toe op de selectie van zaden en gewassen en op het propageren van een wetenschappelijk verantwoorde landbouw. De inschakeling van de autochtone bevolking in het kapitalistische productieproces speelde een belangrijke rol in de verspreiding van de geldeconomie in Belgisch-Congo. Aangezien de staat belastingen wenste te heffen (Belgisch-Congo moest een zichzelf bedruipende operatie zijn die de Belgische belastingbetaler niets mocht kosten), had hij er ook baat bij dat zo veel mogelijk Congolezen geld konden verdienen door hun arbeid of het product van hun arbeid te verkopen ten dienste van de koloniale economie.
De explosieve economische ontwikkeling van de jaren twintig maakte van Belgisch-Congo een van de grootste koperertsproducenten ter wereld. In 1926 exporteerde de Union Minière du Haut Katanga meer dan 80.000 ton kopererts, waarvan een belangrijk deel in België verwerkt werd te Hoboken. In 1928 bracht koning Albert I een bezoek aan Belgisch-Congo om de spoorlijn Bukama-Francquihaven officieel te openen – het sluitstuk in de 'voie nationale' die het mogelijk maakte het kopererts vanuit Katanga tot de Atlantische Oceaan-haven van Matadi te transporteren. De economische crisis van de jaren dertig trof de Congolese economie echter bijzonder hard doordat de internationale vraag naar grondstoffen en landbouwproducten instortte. Binnen enkele jaren werd de personeelsbezetting in de Katangese mijnindustrie gehalveerd. Vanaf het einde van de jaren dertig tekende zich een langzaam herstel af. Tijdens de Tweede Wereldoorlog werd de productie dan weer aanzienlijk opgevoerd en afgestemd op de geallieerde oorlogsinspanning, met als bekendste voorbeeld het uranium van de Shinkolobwemijn, dat door de Union Minière aan de Amerikanen werd geleverd voor het Manhattanproject. De sociale prijs van de oorlogsinspanning werd voornamelijk betaald door de inlandse bevolking. Zo kwam het in december 1941 in Elisabethstad tot een bloedige confrontatie tussen stakende mijnwerkers van de Union Minière en de ordestrijdkrachten waarbij tientallen doden vielen, waaronder ook vrouwen en kinderen.
Na de Tweede Wereldoorlog besloot de overheid zich meer direct met de economische ontwikkeling van de kolonie bezig te houden, en ook nieuwe accenten te leggen, voornamelijk inzake sociale woningbouw, energievoorziening en gezondheidsinfrastructuur. In 1949 werd een ambitieus tienjarenplan gelanceerd dat mede aan de basis lag van een sterke economische groei in de jaren vijftig, en waarvan voor het eerst ook bredere Congolese bevolkingslagen begonnen te profiteren. Pas in 1953 werd de Congolezen het recht verleend in eigen naam onroerende privé-eigendom te verwerven – een recht waarvan meteen gretig gebruik werd gemaakt. Vooral in de grotere steden (Leopoldstad, Elisabethstad, Stanleystad, Luluaburg) begon zich geleidelijk een weliswaar nog beperkte Congolese middenstand te ontwikkelen.

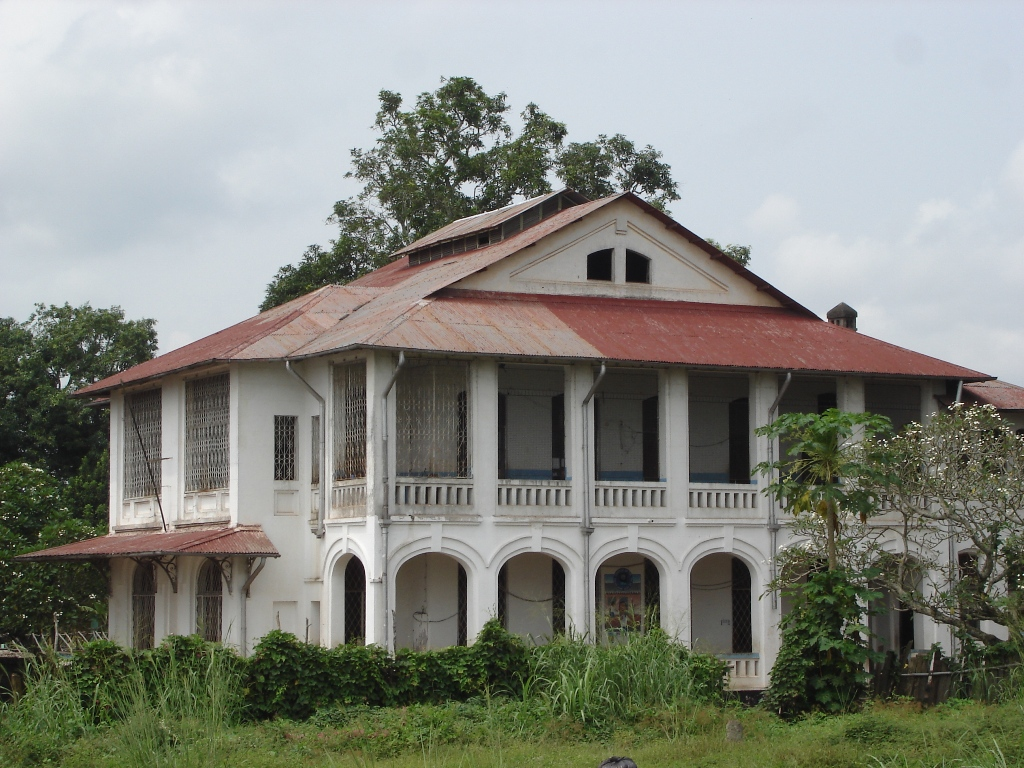
Het vroegere filiaal van de Bank van Belgisch-Congo in Coquilhatstad – nu Mbandaka (foto 2008).

Uitvoer van Belgisch kapitaal naar Congo:
Totale Belgische directe investeringen in het buitenland (FDI) en in Congo, 1890–1939. Jaarlijkse gemiddelden, in miljoen BEF, lopende prijzen.
| periode   | FDI Totaal | Belgisch-Congo |
| --------- | ---------- | -------------- |
| 1891–1900 | 129,6      | 11,9           |
| 1901–1910 | 119,4      | 13,3           |
| 1914–1920 | 152,6      | 72,5           |
| 1921–1930 | 1.358,8    | 786,8          |
| 1931–1939 | 70,8       | 58,8           |

Aandeel van Congo in de buitenlandse handel van de BLEU (Belgisch-Luxemburgse Economische Unie), 1890–1990:
| jaar | Aandeel import vanuit Congo in totale import BLEU | Aandeel export naar Congo in totale export BLEU |
| ---- | ------------------------------------------------- | ----------------------------------------------- |
| 1890 | 0,21                                              | 0,51                                            |
| 1900 | 2,07                                              | 0,59                                            |
| 1910 | 1,85                                              | 0,70                                            |
| 1920 | 1,43                                              | 0,45                                            |
| 1930 | 3,81                                              | 2,65                                            |
| 1939 | 8,18                                              | 1,69                                            |
| 1950 | 7,57                                              | 3,70                                            |
| 1955 | 8,19                                              | 4,65                                            |
| 1960 | 6,67                                              | 1,56                                            |
| 1970 | 4,08                                              | 0,98                                            |
| 1980 | 1,72                                              | 0,40                                            |
| 1990 | 0,70                                              | 0,28                                            |

Spoorwegennet (zwarte, grijze en beige lijnen) en bevaarbare waterwegen (paarse lijnen) in Belgisch-Congo, 1889–1960:
Spoorwijdte: zwart = 600 mm en 750 mm, grijs = 1000 mm (meterspoor) en beige = 1067 mm (kaapspoor).

### "Beschavingsmissie"

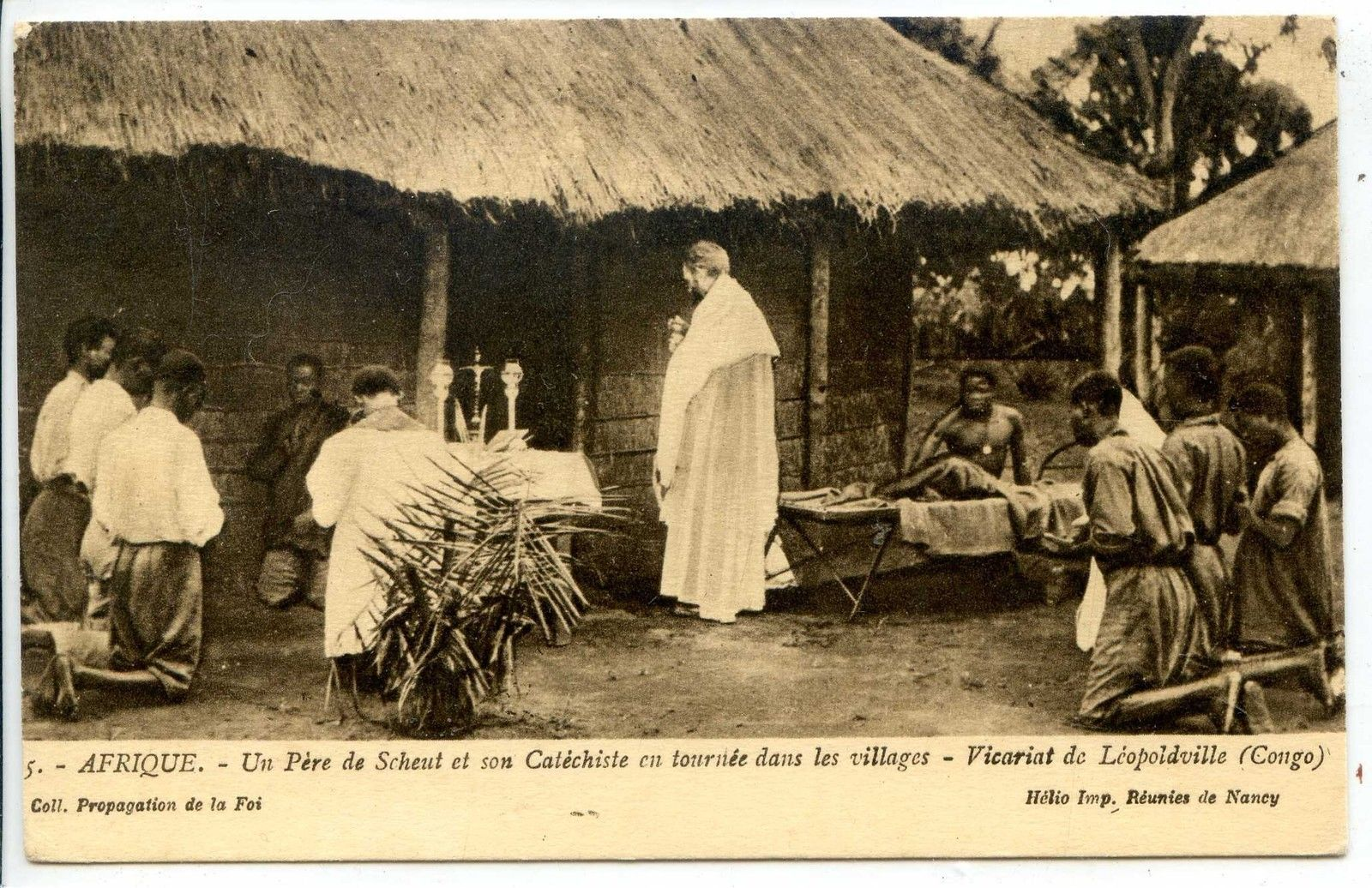
Missionarissen van Scheut op tournee in de buurt van Léopoldville (circa 1920).

Als rechtvaardiging voor het kolonialisme in Afrika werden vaak de "beschavende" invloed van de Europese cultuur aangevoerd als een belangrijk argument.
De "beschavingsmissie" van de Belgische kolonisator ging de facto hand in hand met het doel van economische gewin. Bekering, onderwijs en gezondheidszorg waren doelen op zichzelf, maar dienden tegelijk ook de integratie van wat men toen 'primitieve natuurvolkeren' noemde in een westers kapitalistisch model zodat de lokale bevolking efficiënt konden worden ingezet op de arbeidsmarkt. Op het vlak van transport werden wegen, spoorwegen en drie internationale luchthavens aangelegd.

#### Sociale ongelijkheid en discriminatie

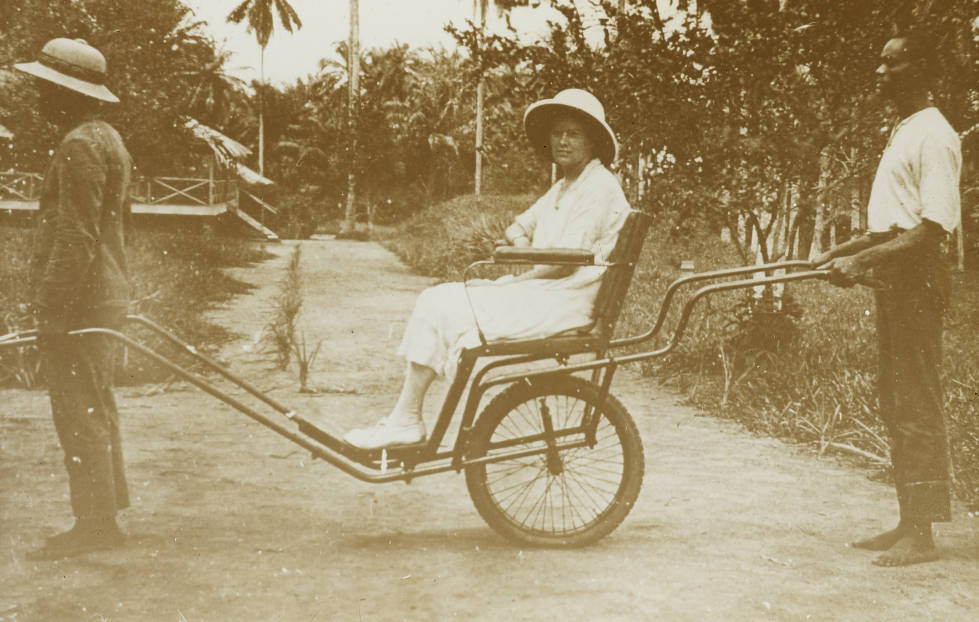
Een Europese vrouwelijke missionaris wordt voortgetrokken in een riksja door Congolese mannen, jaren twintig.

Er was een 'impliciete apartheid'. De kolonie had een uitgaansverbod voor Congolese stadsbewoners en soortgelijke raciale beperkingen waren aan de orde van de dag. Hoewel er in Belgisch-Congo geen specifieke wetten waarin rassenscheiding bestond – in tegenstelling tot Brits Oost- en Zuid-Afrika – werd deze scheiding feitelijk toch opgelegd. In de belangrijkste steden werden vanaf de jaren twintig zogenaamde 'buitengewoonterechtelijke centra' gecreëerd ('centre extra-coutumier'). Zo waren de stadscentra aanvankelijk alleen voorbehouden aan de blanke bevolking, terwijl de zwarte bevolking buiten de stadscentra leefde in cités indigènes (aparte inlandse wijken – ironisch genoeg aangeduid als 'le belge') – duidelijk gescheiden van de blanke centra.
Ziekenhuizen, warenhuizen en andere voorzieningen waren vaak gereserveerd voor blanken of zwarten. In de Force Publique konden zwarte mensen de rang van onderofficier niet halen. De zwarte bevolking in de steden kon hun huis niet verlaten van 21.00 uur tot 04.00 uur. Meestal was het de zwarte inwoners strikt verboden 's avonds, na de arbeid, in de blanke woonwijken te vertoeven. Ook blanke winkels en eetgelegenheden waren tot in de jaren vijftig taboe voor de Congolezen.
Door de nauwe verwevenheid van de economische ontwikkeling en het 'beschavingswerk', en doordat staatsambtenaren, missionarissen en de blanke kaders van de grote maatschappijen elkaar op het terrein vaak hand-en-spandiensten verleenden, is het beeld gegroeid dat Belgisch-Congo de facto bestuurd werd door de drie-eenheid van Koning-Kerk-Kapitaal (de koloniale staat, de katholieke missies en de Société Générale).
De paternalistische ideologie die ten grondslag lag aan het koloniale beleid werd goed samengevat in het motto van gouverneur-generaal Pierre Ryckmans (1934-1946): "Dominer pour servir" ("overheersen om te dienen"). Vanuit die optiek werd weinig of geen aandacht besteed aan de actieve ontvoogding van de Congolese bevolking. De kolonisator wist wat goed was. De inheemse bevolking had dan ook volstrekt geen inspraak in het bestuur. In deze bij uitstek paternalistische houding kwam pas in de jaren vijftig geleidelijk verandering. Vanaf 1953, en zeker na het bezoek van koning Boudewijn in 1955, pleitte gouverneur-generaal Léon Pétillon (1952–1958) voor de creatie van een 'Belgisch-Congolese gemeenschap', waarin beide bevolkingsgroepen op basis van gelijkheid zouden worden behandeld. De meest in het oog springende discriminerende maatregelen tegenover de Congolezen werden in de latere jaren vijftig ingetrokken (daaronder ook de mogelijkheid tot lijfstraffen met de 'chicotte' – een zweep uit nijlpaardenhuid). In 1957 werden voor het eerst lokale verkiezingen georganiseerd in enkele grote steden – Leopoldstad, Elisabethstad, en Jadotstad – waarbij ook de zwarte bevolking haar stem kon uitbrengen.
Ter zake kan worden verwezen naar het Volkenbondverdrag, dat de geest van de "beschavingsdrang" weerspiegelt:

De volgende beginselen zijn van toepassing op de koloniën en gebieden, die ten gevolge van den oorlog niet langer onderworpen zijn aan de souvereiniteit van de Staten, welke deze vroeger bestuurden, en die bewoond worden door volken, welke nog niet op zichzelve kunnen staan onder de zeer moeilijke omstandigheden van de moderne wereld. Het welzijn en de ontwikkeling van deze volken vormen een heilige taak der beschaving en dit Verdrag behoort waarborgen op te nemen voor de vervulling van die taak.

#### Onderwijs

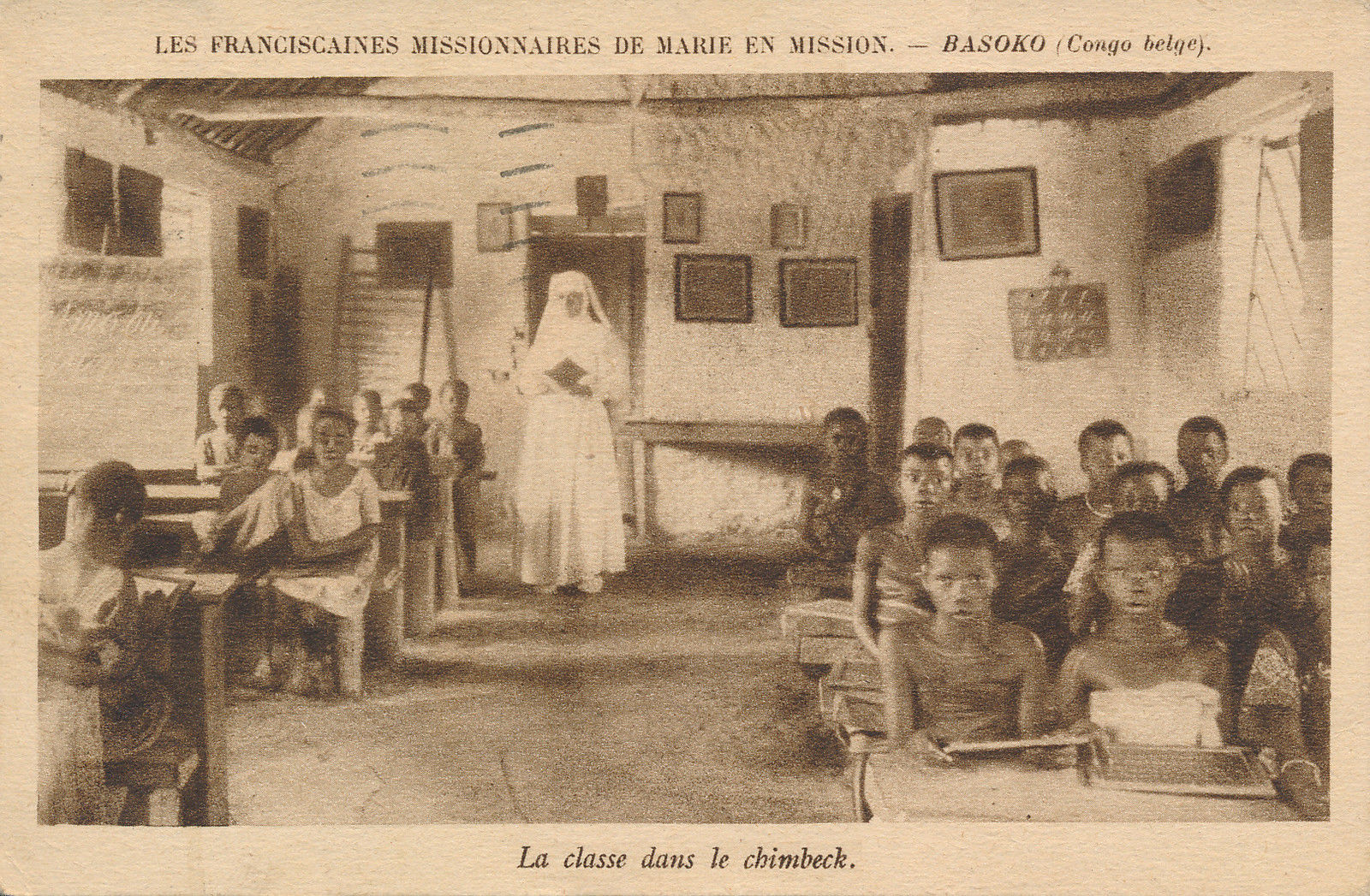
Onderwijs in Belgisch-Congo door missionarissen (circa 1930).

Ook op onderwijsgebied was tot in de jaren vijftig een bevoogdende houding toonaangevend. Het lager onderwijs werd volledig overgelaten aan de katholieke missies en kende, zeker na de Eerste Wereldoorlog, een sterke uitbreiding. Daarnaast ging de aandacht bijna uitsluitend uit naar de beroepsvorming en praktisch onderricht. Het was immers van belang voldoende geschoolde klerken voor het bestuur en vaklui voor de industrie te vormen. Op taalkundig vlak werd het gebruik van het Frans gepropageerd en van het Lingala, een commerciële lingua franca die via de Openbare Weermacht snel verspreiding vond. Aan secundair onderwijs werd tot na de Tweede Wereldoorlog nauwelijks gedacht, tenzij voor de opleiding van zwarte geestelijken. Universitair onderwijs was helemaal uit den boze. Ook toen de Katholieke Universiteit Leuven in de late jaren twintig haar activiteiten in Belgisch-Congo opvoerde – onder meer door de oprichting van een 'Fondation médicale de l'Université de Louvain au Congo' (FOMULAC) in Kisantu en elders – bleven de afstudeermogelijkheden voor zwarte studenten beperkt tot medisch assistent of assistent-agronoom. De universiteiten van Brussel en Luik ontplooiden gelijkaardige initiatieven in de kolonie. Toch werd pas in 1954 de eerste volwaardige universiteit in Belgisch-Congo geopend: de katholieke universiteit Lovanium in Kimwenza bij Leopoldstad. In 1956 volgde een officiële universiteit in Elisabethstad. De late mogelijkheid voor universitair onderwijs voor congolezen zorgde ervoor dat bij onafhankelijkheid maar 16 Congolezen een universitair diploma hadden op een totaal van vijftien miljoen mensen. In de Franse en Engelse kolonies had je dat probleem veel minder. Daarom beschikte Congo bij de onafhankelijkheid amper over universitairen die een regering konden leiden.
In 1959 kende Belgisch-Congo wel de hoogste deelname aan lager onderwijs van heel Zwart-Afrika.

#### Gezondheidszorg

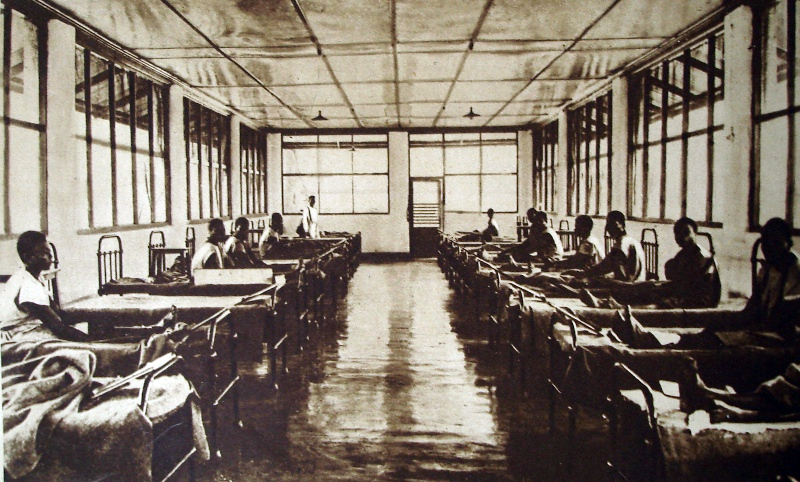
Ziekenhuis voor de inlandse bevolking te Elisabethstad, jaren twintig.

Ook de uitbouw van de gezondheidszorg, met een relatief hoog aantal beschikbare ziekenhuisbedden en talloze medische hulpposten verspreid tot diep in het binnenland, was een zegen voor Congo. Endemische ziekten, zoals de slaapziekte, werden vrijwel uitgeroeid door grootschalige en aanhoudende campagnes.

### Kritische stemmen en koloniale contradicties
Het Congolese verzet tegen de kolonisatie was wijd verspreid en nam verschillende vormen aan. Gewelddadig verzet brak tot aan het einde van de Tweede Wereldoorlog sporadisch en alleen plaatselijk uit (Pende-opstand 1931, mijnwerkersstaking in Elisabethstad in 1941, muiterij van de Openbare Weermacht in Luluaburg 1944). Bij de mijnwerkersstaking in Elizabethstad werden zwarte mijnwerkers die enkel menswaardige werkomstandigheden vroegen door Belgische machinegeweren neergeschoten. Hun lijken werden in een massagraf gegooid.
Na de Tweede Wereldoorlog heerste tot 1959 de zogenaamde 'pax belgica'. Dat neemt niet weg dat tot het einde van de koloniale periode passieve vormen van verzet of uitingen van een antikoloniale tegencultuur veelvuldig voorkwamen. Een voorbeeld van dergelijk protest is het kimbangisme. Deze religie is genoemd naar Simon Kimbangu, die een Congolese variant op het christendom verkondigde. Het kimbangisme werd al snel een massabeweging. De koloniale autoriteiten zagen Kimbangu als een bedreiging en in 1921 werd hij wegens staatsondermijning opgepakt. Hij werd veroordeeld tot de doodstraf, die echter werd omgezet in levenslang. Het kimbangisme bleef bestaan en werd in 1959 officieel erkend.
Ook binnen het koloniale establishment zelf, en voornamelijk in de missies, gingen reeds vroeg kritische stemmen op, die vraagtekens plaatsten bij bepaalde aspecten van het Belgisch koloniaal bewind. Zo tekende binnen de Koloniale Raad in Brussel Octave Louwers reeds in de jaren twintig actief verzet aan tegen de nog vaak brutale rekruteringsmethoden van de grote maatschappijen. Ook de stagnatie in de bevolkingsgroei – ondanks de opmerkelijke successen in de bestrijding van endemische ziekten zoals de slaapziekte – gaf aanleiding tot bezorgdheid. De lage geboortecijfers op het Congolese platteland en de toenemende ontvolking van bepaalde streken werden doorgaans toegeschreven aan de ontwrichting van de traditionele levenswijze door de industrialisatie (arbeidsmigratie) en door de opgelegde plichtculturen. Vele missionarissen trokken zich het lot aan van de stammen en dorpsgemeenschappen in hun missiegebied en namen soms hun verdediging op tegen het koloniale bewind (bijvoorbeeld in vragen van landeigendom).
De missies en sommige territoriale ambtenaren speelden ook een belangrijke rol in de uitgebreide etnografische, linguïstische en historische studie van de Congolese volkeren, en bouwden hierdoor een kennisschat op die ook vandaag nog van onschatbare waarde blijft. Zo richtte bijvoorbeeld pater Gustaaf Hulstaert (1900–1990) in 1937 op de missie van Bamanya, bij Coquilhatstad (het huidige Mbandaka), het tijdschrift Aequatoria op dat zich tot vandaag wijdt aan de linguïstische, etnografische en historische studie van de Mongovolkeren van het centrale Congobekken. Van officiële zijde werd in 1948 het Institut pour la Recherche Scientifique en Afrique Centrale (IRSAC) opgericht, dat belangrijke impulsen gaf aan het wetenschappelijk onderzoek in Belgisch-Congo en in het Belgische mandaatgebied Ruanda-Urundi.
De koloniale overheid was er veel aan gelegen naar buiten toe een imago uit te stralen van een eensgezind, weldadig en conflictvrij bestuur, en van Belgisch-Congo als een ware 'modelkolonie'. De triomfantelijke rondreis die de Belgische koning Boudewijn I door Belgisch-Congo maakte in 1955 paste perfect in dit beeld (zie de documentaire film Bwana Kitoko).
Uiteindelijk ontsnapte ook het Belgische koloniale bestuur niet aan het lot van elk koloniaal bestuur dat zichzelf een "beschavingsmissie" toekent. De opkomst van een groep relatief hoog ontwikkelde inheemsen ("évolués") ging de algemene ontevredenheid over de koloniale bevoogding kanaliseren in een effectieve onafhankelijkheidsstrijd.

## Onafhankelijkheid

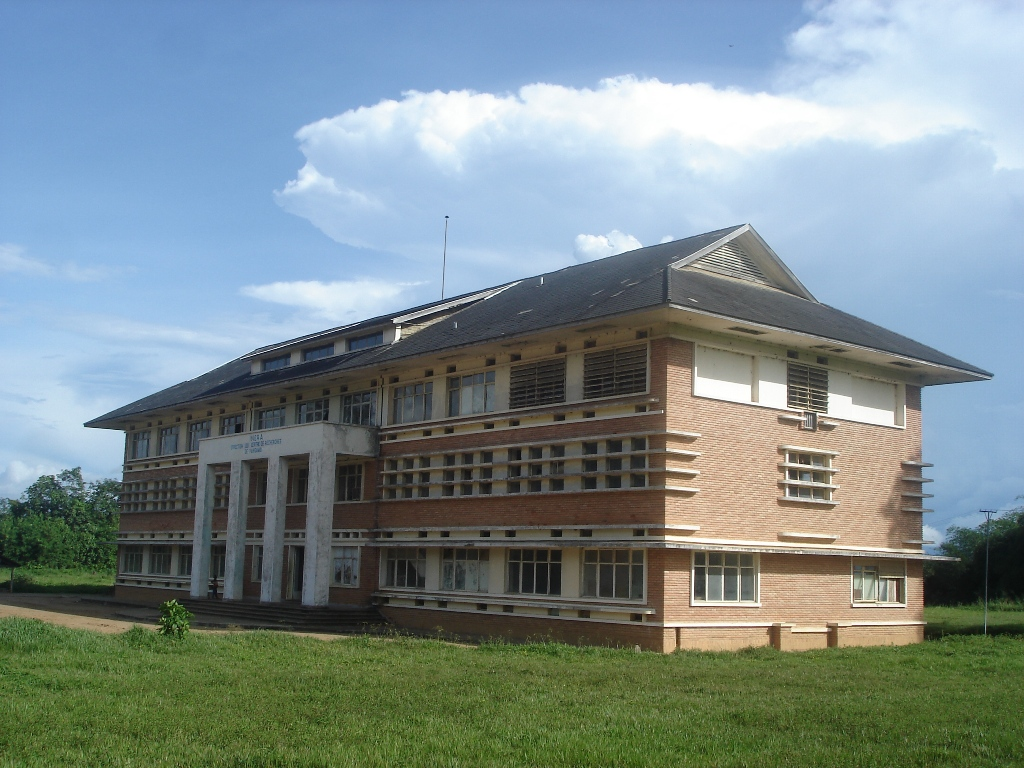
Bibliotheek van het voormalige INEAC – Institut National des Etudes Agronomique au Congo belge, Yangambi, province Orientale (foto 2011).

Bij het begin van de jaren 1950 was van een politieke ontvoogdingsstrijd – laat staan van een onafhankelijkheidsstreven – onder de Congolese elites nog geen sprake. Toch was het duidelijk dat Belgisch-Congo niet immuun kon blijven voor de ontwikkelingen die sedert het einde van de Tweede Wereldoorlog de koloniale zekerheden aan het wankelen brachten. De onafhankelijkheid van de Britse, Franse en Nederlandse kolonies in Azië, onmiddellijk na de Tweede Wereldoorlog, maar meer nog de onafhankelijkheid van Ghana in 1957 en de opflakkerende onafhankelijkheidsoorlog in Algerije, oefenden zeker een invloed uit. In 1955, na het bezoek van koning Boudewijn aan de kolonie, bond Jef Van Bilsen de kat de bel aan door de publicatie van een opgemerkt "Dertigjaren plan voor de politieke ontvoogding van Belgisch Afrika" in de Gids op Maatschappelijk Gebied. Het kreeg bijval van een groep rond de latere aartsbisschop Joseph Malula. Toen de Franse president De Gaulle in augustus 1958 in Brazzaville de Franse kolonies in Afrika de vrije keuze bood tussen een blijvende associatie met Frankrijk of de volledige onafhankelijkheid, ging dit niet onopgemerkt voorbij in Leopoldstad, aan de overkant van de rivier de Kongo.

### Groeiproces
De politieke organisatie in Belgisch-Congo stond in het midden van de jaren vijftig nog in de kinderschoenen. De eerste semipolitieke organisaties waren meestal op etnische leest geschoeid, zoals de Association des Bakongos (ABAKO) van Joseph Kasavubu die in 1950 werd gesticht. In juli 1956 publiceerde de christendemocratisch geïnspireerde groep Conscience africaine een manifest dat in gematigde termen opriep tot de emancipatie van Congo. Het waarschuwde dat een te laat uitgestoken hand wel eens geweigerd kon worden. Tegenover deze snel groeiende aspiraties verliepen de hervormingen op het terrein erg moeizaam. Vanaf de late jaren veertig had de koloniale overheid geëxperimenteerd met een beperkte uitbreiding van de burgerrechten voor een kleine elite van zogenaamde "évolués". Congolezen die voldoende geassimileerd werden geacht met de Europese beschaving, konden onder strenge voorwaarden een bewijs van burgerlijke verdienste ("mérite civique") of, nog een stap hoger, hun "immatriculatie" verwerven, wat tot juridische gelijkheid met de blanke bevolking leidde. Deze politiek was een mislukking. In het midden van de jaren vijftig voldeden slechts enkele duizenden Congolezen aan de strenge voorwaarden. Bovendien bleken de voordelen – juridische gelijkstelling, gelijke behandeling en het uitzicht op beperkte politieke inspraak – meer theoretisch dan reëel, wat de frustratie onder de évolués voedde.
Het positieve standpunt van de Kerk ten opzichte van Congolese emancipatie en onafhankelijkheid uitte zich ook in hun organisatie: de eerste zwarte bisschop werd benoemd in 1956 en 4 jaar later waren er al zo'n 600 zwarte priesters.

### Radicalisering

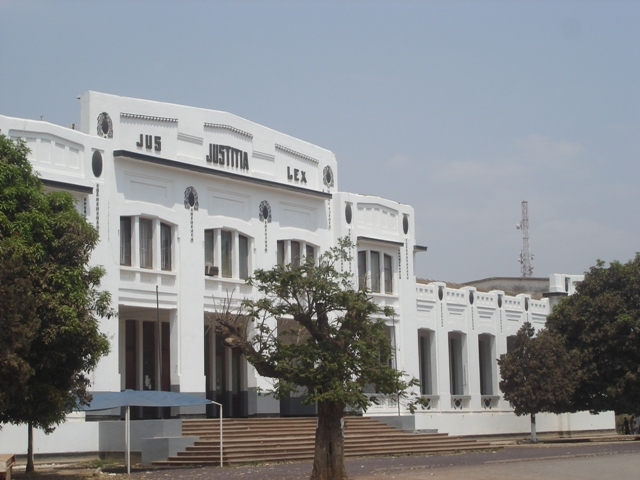
Gerechtshof van Elisabethstad-Lubumbashi, opgetrokken in art-decostijl in de jaren twintig (foto 2010).

In december 1957 werden dan toch de eerste gemeentelijke verkiezingen in Belgisch-Congo georganiseerd waaraan de Congolezen mochten deelnemen, weliswaar enkel in Leopoldstad, Elisabethstad en Jadotstad. Deze leidden tot een duidelijke politisering, bijzonder in Leopoldstad. Een echt keerpunt was de vernederende, maar ook verhelderende manier waarop België zijn kolonie presenteerde op de wereldtentoonstelling Expo 58 in Brussel. De aanwezige leiders van Belgisch-Congo observeerden het leven in België en namen kennis van de onafhankelijkheidsstrijd in andere kolonies. Ook konden ze hier vrijuit contact maken, wat in eigen land praktisch onmogelijk was.
Het Congolese streven naar onafhankelijkheid kwam in een stroomversnelling. Minister Pétillon richtte in juli de "werkgroep voor de studie van de politieke problemen in Belgisch-Kongo" op. In oktober 1958 werd het Mouvement National Congolais (MNC) opgericht, dat zich als nationale beweging boven de stammen stelde, en waarin Patrice Lumumba al gauw een leidende rol speelde.

### Leopoldstad-rellen
Op 4 januari 1959 braken in Leopoldstad onverwacht zware rellen uit toen een verboden manifestatie van de ABAKO uit de hand liep. De ordediensten hadden enkele dagen nodig om de situatie opnieuw onder controle te krijgen en er vielen talrijke doden. De uitbarsting van geweld bracht een schokgolf teweeg. Op 13 januari 1959 kondigde koning Boudewijn in een radiotoespraak aan dat België aanstuurde op de volledige onafhankelijkheid van Congo "zonder dralen, maar ook zonder lichtzinnige overhaasting".

### Rondetafelconferentie

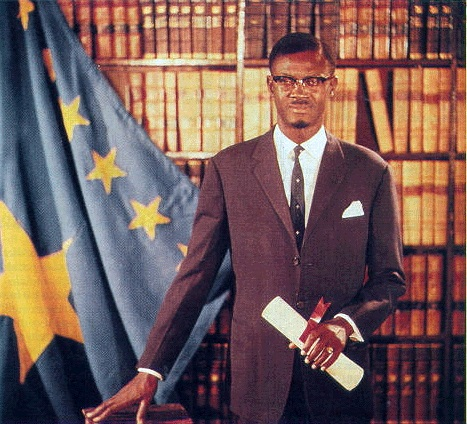
Patrice Emery Lumumba (1925-1961), eerste minister van de Republiek Congo, 1960.

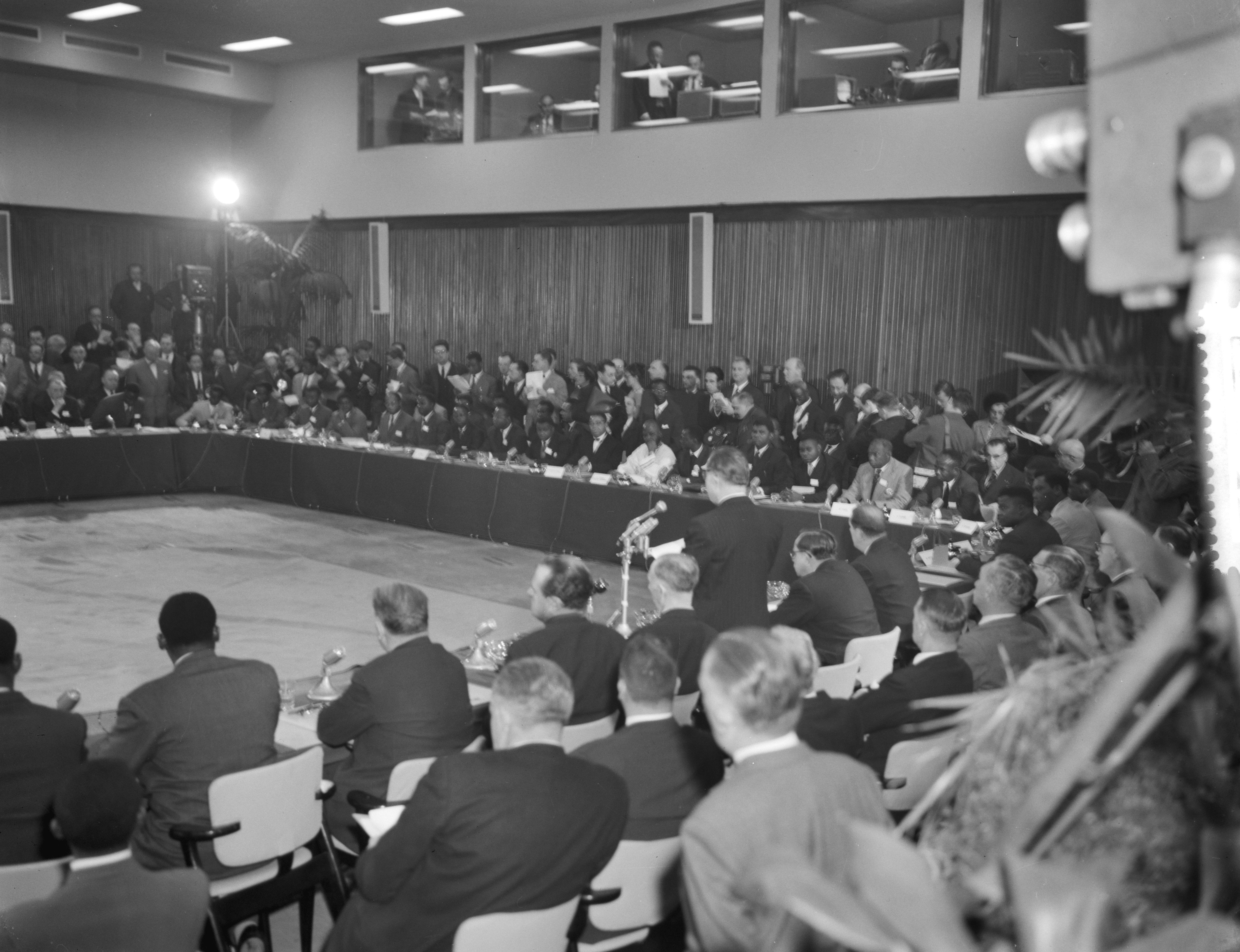
Belgo-Congolese rondetafelconferentie te Brussel in januari 1960.

Zonder zich vast te pinnen op een onafhankelijkheidsdatum, stond de regering-Eyskens een meerjarige overgangsfase voor ogen, met vrije provinciale verkiezingen in december 1959 en vervolgens nationale verkiezingen. Zo zou een Congolese democratie worden gevestigd, waarna de bestuurlijke bevoegdheden geleidelijk zouden worden overgedragen aan een Congolees bestuur. Maurits Van Hemelrijck, de toenmalige minister voor Belgisch-Congo en Ruanda-Urundi, stelde een termijn van 15 tot 20 jaar voor. Dit voorstel kon niet op steun rekenen van de rest van de regering, waarop Van Hemelrijck ontslag nam.
In de praktijk zag het koloniale bestuur zich geconfronteerd met een toenemende non-coöperatie (bijvoorbeeld het niet betalen van belastingen) en een dreigend afglijden naar anarchie. Tegelijk werd duidelijk dat een belangrijk deel van de Belgen in Congo zich maar moeilijk kon verzoenen met de idee van Congolese onafhankelijkheid, en zich verbitterd en in de steek gelaten voelde. In die omstandigheden en tegen de achtergrond van een versnelde radicalisering van de Congolese politieke eisen, slonken de kansen op slagen van een geleidelijke, zorgvuldig geplande onafhankelijkheid zienderogen.
De Belgische regering wilde voor alles voorkomen dat zij in een uitzichtloze en bloedige koloniale oorlog verzeild zou raken, zoals Frankrijk in Vietnam en Algerije was overkomen en Nederland in Indonesië. Men was daarom steeds meer geneigd de inheemse leiders die voor onmiddellijke onafhankelijkheid pleitten, hun zin te geven ("le pari congolais"). August De Schryver (ter vervanging van Van Hemelrijck) stelde een termijn van vijf jaar voor. Dit voldeed niet voor de Congolezen, waarop in januari 1960 in Brussel een rondetafelconferentie georganiseerd werd. Hierop werden ook de voornaamste Congolese politieke leiders uitgenodigd. Patrice Lumumba, die enige tijd eerder voor opruiende taal was veroordeeld, werd voor de gelegenheid uit de gevangenis ontslagen. De rondetafelconferentie werd het verrassend snel eens op de voornaamste punten, vooral dankzij het eensgezinde optreden van de Congolese delegatie: algemene verkiezingen in mei 1960 en de totale onafhankelijkheid op 30 juni, de zogenaamde Dipenda. Deze onafhankelijkheidsdatum (twee maanden na de conferentie), was zowel voor de Belgische kolonialen als voor de Congolezen zelf een grote verrassing. De relatief kleine groep évolués kreeg nauwelijks de tijd om zich op de nieuwe verantwoordelijkheid voor te bereiden. Het ambtenarenkader bleef bovendien tot de laatste dag voor de onafhankelijkheid volledig Belgisch.
De Belgische regering stemde dus in met de Congolese onafhankelijkheid, maar zorgde er wel voor dat de economische macht in België bleef. Bedrijven mochten kiezen of ze hun hoofdkantoor in Congo of in België zouden vestigen en of ze onder de Belgisch of de Congolese wet vielen. De meerderheid van de bedrijven koos daarbij voor Brussel. Bovendien werd de Union Minière du Haut-Katanga enkele dagen voor de onafhankelijkheid ontbonden, waardoor de Congolezen de controle over een belangrijke sector van de economie verloren.

### 30 juni 1960: dag van de onafhankelijkheid

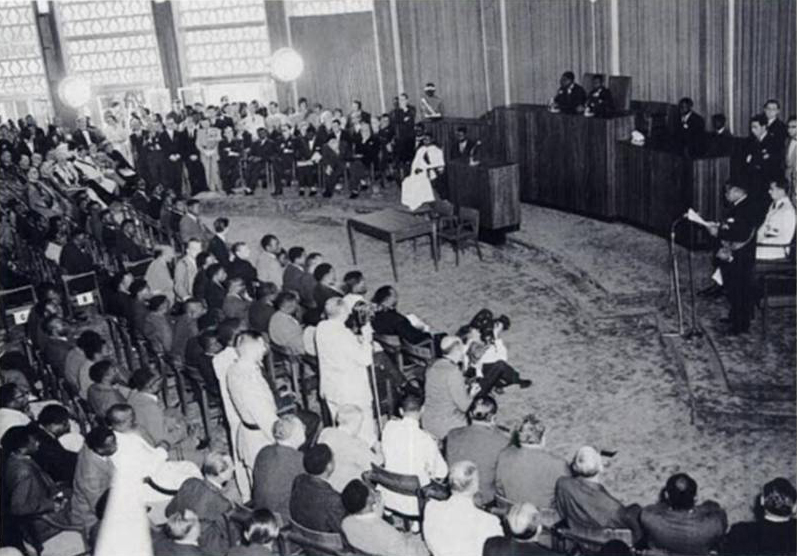
De onafhankelijkheidsceremonie voor Congo waarin Lumumba zijn toespraak hield.

Na de parlementsverkiezingen van 1960, waardoor Patrice Lumumba eerste minister werd en Joseph Kasavubu president, kreeg Belgisch-Congo de officiële naam Republiek Congo. De macht werd, zoals voorzien, officieel overgedragen op 30 juni 1960. De ceremonie in het paleis van de gouverneur-generaal in Leopoldstad (nadien het Congolese presidentieel paleis), ging gepaard met een veelzeggend incident. Nadat koning Boudewijn in zijn toespraak op ongelukkige wijze het 'genie' van Leopold II en de vruchten van het koloniaal bestuur had geprezen, sprak de kersverse eerste minister Patrice Lumumba een – door de Congolezen enthousiast onthaalde – vlammende repliek uit tegen het Belgische koloniale beleid. Daarin stelde hij het beleid aan de kaak dat bestond uit dwangarbeid, beledigingen, lijfstraffen, sociale ongelijkheid,...

Wij hebben dwangarbeid gekend in ruil voor lonen die veel te laag waren om voldoende te kunnen eten, ons waardig te kleden of te wonen of om onze kinderen als dierbaren te kunnen opvoeden.
Wij hebben spot, beledigingen, slagen gekend die we ‘s ochtends, ‘s middags en ‘s avonds moesten ondergaan, omdat wij ‘negers’ waren. Wij zijn getuige geweest van het afschuwelijke lijden van degenen die veroordeeld waren voor hun politieke standpunten of godsdienstige overtuigingen: verbannen in hun eigen land was hun lot nog slechter dan de dood.
Wij hebben gezien dat er in de steden prachtige huizen voor de blanken waren en bouwvallige barakken voor de zwarten.
Wie zal ooit de slachtingen vergeten waarbij zo velen van onze broeders omkwamen, de cellen waarin degenen werden geworpen die weigerden zich aan een regime van onderdrukking en uitbuiting te onderwerpen. Wij, die in ons hart en met ons lijf geleden hebben onder de koloniale onderdrukking, wij zeggen nu luid en duidelijk: dat alles is voortaan gedaan!
— Uittreksel uit de toespraak van Patrice Lumumba

## Congocrisis

### Muiterij
De Force Publique bestond tot dan toe uit Congolese soldaten en onderofficieren (gradés) en Belgische officieren. Nooit hadden Congolezen de mogelijkheid gehad zich om te vormen tot een kaderfunctie, dit was enkel voor de Belgen bestemd. Toen in juni 1960 de onafhankelijkheid verklaard werd, leek het voor de Belgische officieren dan ook eerder opportuun de situatie in de Force Publique te laten zoals ze was. Het salaris bleef hetzelfde als vóór de onafhankelijkheid en nog steeds kregen de Congolezen niet de kans een kaderfunctie uit te oefenen. Hierop brak op 5 juli 1960 een muiterij uit in Leopoldville. Op 6 juli vond een algemene promotie plaats: de gradés werden tot officier benoemd (weliswaar zonder hiervoor enige opleiding te krijgen). De eenheden in Thysville en Madimba volgden op 7 juli het voorbeeld van hun collega's in de kazerne te Leopoldville. Daags nadien werd de Force Publique geafrikaniseerd en omgedoopt tot Armée nationale congolaise (ANC).
Dit was het signaal voor verspreide onlusten in heel Congo, voornamelijk uitgaande van ontevreden militairen en jongeren, die het in vele gebieden op de blanke en specifiek de Belgische aanwezigheid hadden gemunt. Een groot deel van de ruim 80.000 Belgen die toen nog in Congo leefden, verliet in allerijl, en in vaak traumatische omstandigheden, het land. Hierop werd een Belgische militaire interventie op poten gezet (10 juli 1960), bestaande uit zo'n 10.000 militairen. Lumumba reageerde hier op 12 juli op door steun te vragen aan de VN en aan Nikita Chroesjtsjov. Op 14 juli 1960 werden de diplomatieke relaties tussen België en Congo verbroken.

### Afscheidingen

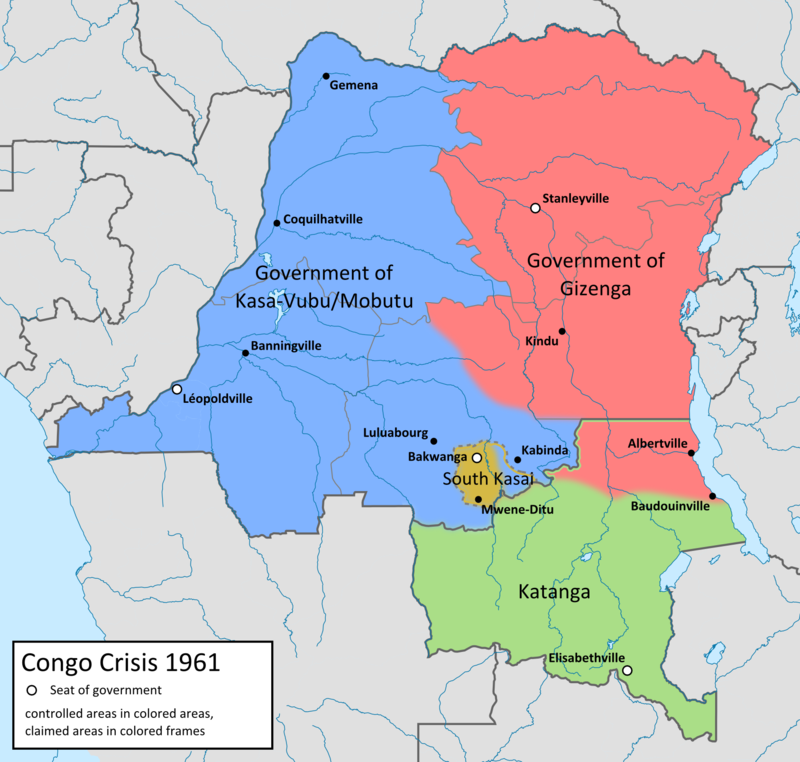
Kaart met de afscheidingen in Congo in 1961.

#### Katanga
Op 11 juli 1960, slechts elf dagen na de onafhankelijkheid van Congo, splitste Katanga zich af van Congo. Dit gebeurde onder invloed van Moïse Tshombe, een rijke Katangees die door Patrice Lumumba geweigerd werd in het Congolese parlement. Dat juist Katanga zich afscheidde was geen toeval; het was dankzij de aanwezigheid van koper en de mijnbouwsector een van de rijkste regio's van het land. Samen met een VN-resolutie die bepaalde dat de Belgische militairen zich tegen 31 augustus 1960 uit Congo moesten terugtrekken, was dit een van de redenen waarom België besloot de Katangese afscheiding te erkennen. Troepen naar Katanga sturen zou daardoor geen inbreuk op de VN-resolutie zijn. De hiervoor opgerichte missie heette MISTEBEL, oftewel MISsion TEchnique BELge.

#### Zuid-Kasaï
Op 9 augustus 1960 verklaarde Kalonji, nog steeds in Katanga, de regio Zuidoost-Kasaï tot de nieuwe Mijnstaat van Zuid-Kasaï (État minier du Sud-Kasaï) of Autonome Staat van Zuid-Kasaï (État autonome du Sud-Kasaï). In de periode kort na de oprichting bleef de officiële titel van Zuid-Kasaï onduidelijk. Naast État autonome of État minier wordt het soms aangeduid als Provincie van de Luba (Province muluba) of Mijnprovincie (Province minier). Het gebruik van het woord "staat" (état) was bewust ambigu, waardoor Kalonji niet hoefde te specificeren of Zuid-Kasaï aanspraak maakte op onafhankelijkheid als een nationale staat in navolging van Katanga, of als een provincie binnen Congo.
In tegenstelling tot Katanga betekende de afscheiding van Zuid-Kasaï echter niet expliciet de afwijzing van zijn positie binnen de Republiek Congo. Het leek eerder op de zelfverklaarde lokale overheden in de Evenaarsprovincie. De titel "Autonome Staat" werd gekozen om de indruk te versterken dat de afscheiding geen afwijzing was van de Congolese soevereiniteit, maar de oprichting van een federaal geregeerd gebied van Congo. De afscheiding kreeg enige steun onder journalisten, intellectuelen en politici in Leopoldstad, waarbij een krant het "een model noemde waarlangs de vele nieuwe staten die nu in Congo opduiken een nieuwe federatie zouden kunnen vormen". In de praktijk had Zuid-Kasaï aanzienlijk meer autonomie dan een reguliere provincie en door unilateraal zijn eigen gefedereerde bevoegdheden vast te stellen, scheidde het effectief af van Congo. Het stuurde ook geen belastingen door naar de centrale regering en de lokale bevolking - waardoor het soms werd vergeleken met de afscheidingsstaat in het zuiden - verwees er soms naar als "Klein Katanga". MNC-K-parlementsleden weigerden aanvankelijk ook om in het Congolese parlement in Leopoldstad plaats te nemen.
Kalonji werd tot president benoemd en Joseph Ngalula tot premier. Hoewel de Luba-Kasai nog nooit in één staat hadden gewoond, slaagde Kalonji erin brede steun te krijgen van de Luba-stamhoofden voor de afscheiding. Hij slaagde erin om de afscheiding internationaal voor te stellen als het gevolg van de vervolging en het falen van de Congolese regering om de Baluba voldoende te beschermen in de rest van Congo. De grenzen van Zuid-Kasaï veranderden vaak en stabiliseerden nooit tijdens zijn korte bestaan. De hoofdstad van de staat was Bakwanga.

### Rivaliserende regering in Stanleystad
Na premier Patrice Lumumba werd afgezet in september 1960, te midden van de Congocrisis, voelden veel van zijn aanhangers zich teleurgesteld in de regering in Leopoldstad. Onder Lumumba's plaatsvervanger, Antoine Gizenga, organiseerden linkse krachten zich in Stanleystad, en verklaarden in december hun eigen regering tot de wettelijke opvolger van de premier. Gizenga vergaarde snel militaire steun en had in februari 1961 grote delen van Congolees grondgebied onder controle. In augustus resulteerden onderhandelingen tussen de twee regeringen in Gizenga's bereidheid om af te treden. Hij keerde terug naar de positie van plaatsvervanger onder de nieuwe premier, Cyrille Adoula. Desondanks bleef Gizenga zich distantiëren van het centrale gezag en herstelde hij zijn eigen politieke en militaire invloed. De rivaliserende regering werd pas volledig geïntegreerd in de Republiek Congo toen Gizenga in januari 1962 werd gearresteerd.

### Mobutu's eerste staatsgreep
Patrice Lumumba's vraag om hulp aan Nikita Chroesjtsjov van 12 juli 1960 werd beantwoord via 19 transportvliegtuigen met bemanning. Eveneens pleegde Lumumba genocide te Bakwanga. Beide feiten werden veroordeeld door de Verenigde Naties. Op 5 september 1960 ontsloeg president Joseph Kasavubu de politiek geïsoleerde Lumumba uit zijn functie als eerste minister. Lumumba daarentegen herriep de macht van de president. Dit leidde op 14 september tot de eerste staatsgreep van Mobutu, een anticommunist die omringd werd door een groep vertrouwelingen bestaande uit jonge intellectuelen. Hij nam een aantal radicale beslissingen, waaronder dat de komende zes jaar geen verkiezingen zouden gehouden worden.

### Moord op Lumumba
Op 10 oktober 1960 werd Lumumba onder huisarrest geplaatst. Op 27 november slaagde hij erin voor korte tijd te ontsnappen, maar op 2 december werd hij opnieuw opgepakt. Op 17 januari 1961 werd hij naar Elisabethville gestuurd, waar hij omgebracht en begraven werd. Nadien werd hij nog opgegraven en in zwavelzuur opgelost. De Belgische inmenging hierin was enorm en pas in 2002 werden officieel Belgische excuses aangeboden.

### Plannen
Dag Hammarskjöld, destijds secretaris-generaal van de Verenigde Naties, wilde de situatie ter plaatse onderzoeken en besloot af te zakken naar Congo. Op zijn vierde reis naar het land op 14 september 1961 stortte zijn vliegtuig op een twintigtal kilometers van de eindbestemming (de luchthaven van Ndola) neer. Alle inzittenden kwamen bij dit ongeluk om het leven. Op 2 augustus werd een nieuwe regering gevormd in Congo: de regering van Adoula. Deze stond voor een politiek van compromissen en nationale integratie. De enige partij die de regering niet aanvaardde, was die van de Katangese Tshombe. Hierop stelde de nieuwe secretaris-generaal van de Verenigde Naties U Thant zijn plan voor, te nemen of te laten. Hoewel ook dit nergens toe leidde, werd op 14 januari 1964 Katanga opnieuw bij Congo gevoegd (Tshombe verloor de steun van de mijnsector in zijn regio). Hoewel Congo onafhankelijk was, grepen Belgische paracommando's verschillende keren militair in. Pas in 1964-5 stabiliseerde de toestand enigszins, onder meer door de re-integratie van Katanga en het einde van de rebellie van de Simba's in Stanleystad (province Orientale).

## Zaïre
In maart en april 1965 vonden nieuwe verkiezingen plaats in Congo. De twee kandidaten waren Tshombe en Kasavubu. Tshombe kwam als winnaar uit de bus. Dit werd door Kasavubu betwist, aangezien de vorige regering zich niet vrijwillig zou hebben overgegeven. Op 25 november 1965 maakte generaal Mobutu Sese Seko een einde aan de situatie door een militaire staatsgreep te plegen.
Mobutu genoot de steun van het Westen, en in het bijzonder van de Verenigde Staten. Hij voerde aanvankelijk een beleid van consolidatie en economische ontwikkeling. Zo bouwde hij onder meer de Ingastuwdam. Om zich duidelijker af te zetten tegen het voormalige koloniale bewind, lanceerde hij een campagne van Congolese 'authenticiteit', de zaïrisering, waarbij onder meer de koloniale plaatsnamen werden geschrapt: Leopoldstad werd Kinshasa, Stanleystad werd Kisangani, Elisabethstad Lubumbashi, enzovoort. De relaties met België bleven intens, maar werden overschaduwd door de financiële kwesties die na de onafhankelijkheid onopgelost waren gebleven ("le contentieux"). In 1970, naar aanleiding van de tiende verjaardag van de Congolese onafhankelijkheid, bracht koning Boudewijn een feestelijk bezoek aan Congo.
In de jaren zeventig radicaliseerde het bewind van Mobutu aanzienlijk. De Mouvement populaire de la Révolution (MPR), waarvan Mobutu oprichter en voorzitter was, vestigde zich stevig als eenheidspartij. De politieke repressie nam toe. Mobutu herdoopte de republiek Congo tot Zaïre.
De zogenaamde zaïrisering van het economisch leven leidde tot een exodus van buitenlandse werkkrachten en een economisch fiasco, waarvan de Congolese economie niet meer herstelde. In de jaren tachtig gleed het regime van Mobutu verder af in wanbeheer en corruptie. De relaties met België werden gekenmerkt door ups en downs en waren vaak gespannen. Bij een staatsbezoek liet de Belgische eerste minister Wilfried Martens zich de vaak geciteerde woorden ontvallen: "Ik hou van dit volk en van zijn leiders". Toen Mobutu na het einde van de Koude Oorlog ook de steun van het westen, en in het bijzonder van de Verenigde Staten, dreigde kwijt te spelen, leken zijn dagen geteld. In 1990 werd een voorzichtige democratisering in het vooruitzicht gesteld, maar door handig gemanoeuvreer wist Mobutu het door hemzelf op gang gebrachte proces uiteindelijk te saboteren. De brutale moordpartij op de campus van de Universiteit van Lubumbashi in mei 1990 leidde tot een totale diplomatieke breuk tussen België en Congo.
Uiteindelijk werd Mobutu in 1997 ten val gebracht door een interne rebellie onder leiding van Laurent-Désiré Kabila. Kabila riep zich uit tot president en veranderde de naam van Zaïre opnieuw in Democratische Republiek Congo. In 2001 werd hij vermoord en opgevolgd door zijn zoon Joseph Kabila, die in verkiezingen in 2006 – de eerste vrije nationale verkiezingen in Congo sinds 1960 – in zijn ambt bevestigd werd.
Naar aanleiding van de vijftigste verjaardag van de Congolese onafhankelijkheid op 30 juni 2010 brachten de Belgische koning Albert II en eerste minister Yves Leterme een officieel bezoek aan de voormalige kolonie.

## Hedendaagse verhouding tussen Congo en België
Heel wat tradities uit de koloniale periode zijn blijven doorwerken in de postkoloniale Congolese staat en samenleving. Daaronder: een sterke tendens tot centralisatie en bureaucratisering, of de organisatiestructuur van onderwijs en rechtspraak.
De invloed van Congo op België heeft zich voornamelijk gemanifesteerd op economisch vlak: Union Minière, non-ferrometaalnijverheid, ontwikkeling van de Antwerpse haven en diamantsector. Van het vroegere mijnimperium van de Union Minière (tegenwoordig Umicore) in Katanga is niets meer overgebleven. Eerst de staat (Gécamines) en nadien andere privéondernemers zijn in de plaats gekomen. Toch bedrijft ook vandaag nog de Belgisch-Congolese ondernemer George Forrest mijnbouw in Katanga.
Naar schatting verbleven in 2009 nog ruim 4.000 Belgen in de Democratische Republiek Congo, terwijl de Congolese gemeenschap in België meer dan 16.000 leden telde. De Brusselse wijk Matonge (bij Naamsepoort) is een traditioneel trefpunt van de Congolese gemeenschap in België.

### Standbeelden
Volgens historicus Idesbald Goddeeris zijn er in België wel erg veel monumenten ter verheerlijking van het Belgische koloniale verleden. De meeste dateren uit het interbellum, het hoogtepunt van de koloniaal-patriottistische propaganda. De monumenten moesten helpen om de schandaalsfeer nadat internationale commotie was ontstaan over de wreedheden in Congo-Vrijstaat weg te werken en de bevolking warm te maken voor de koloniale onderneming in Belgisch-Congo.
Met name vanwege het controversiële koloniale beleid in Belgisch-Congo zijn er meermaals voorstellen gedaan om de standbeelden uit de publieke ruimte te verwijderen of ze een andere plaats te geven.

Aanwezigheid van koloniale monumenten in de openbare ruimte
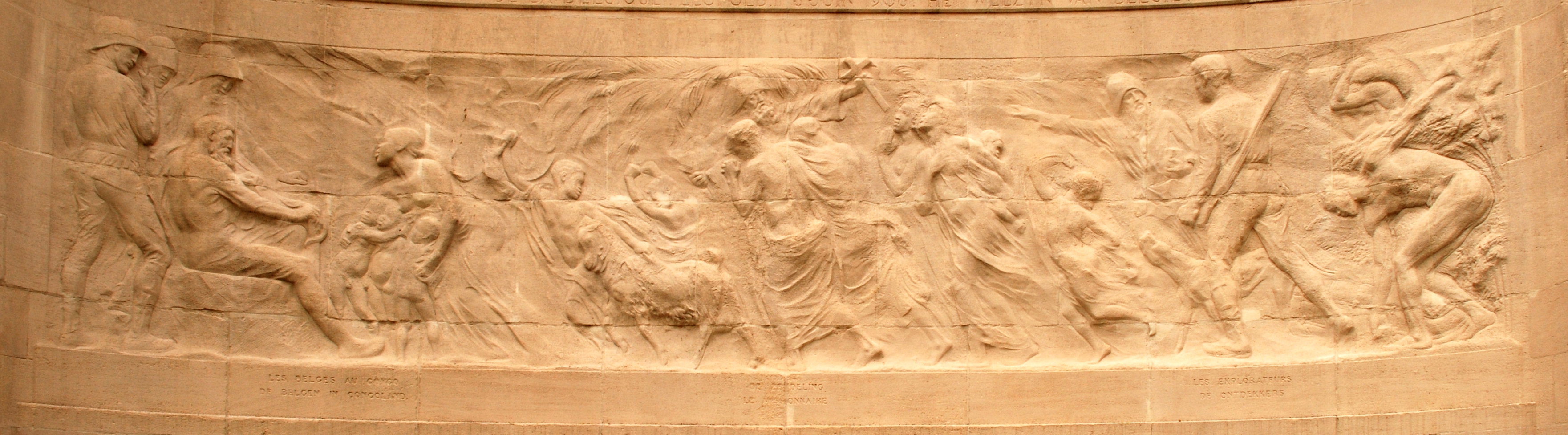
Fries De Belgen in Congo (Monument voor de Belgische pioniers in Congo, Jubelpark, Brussel).
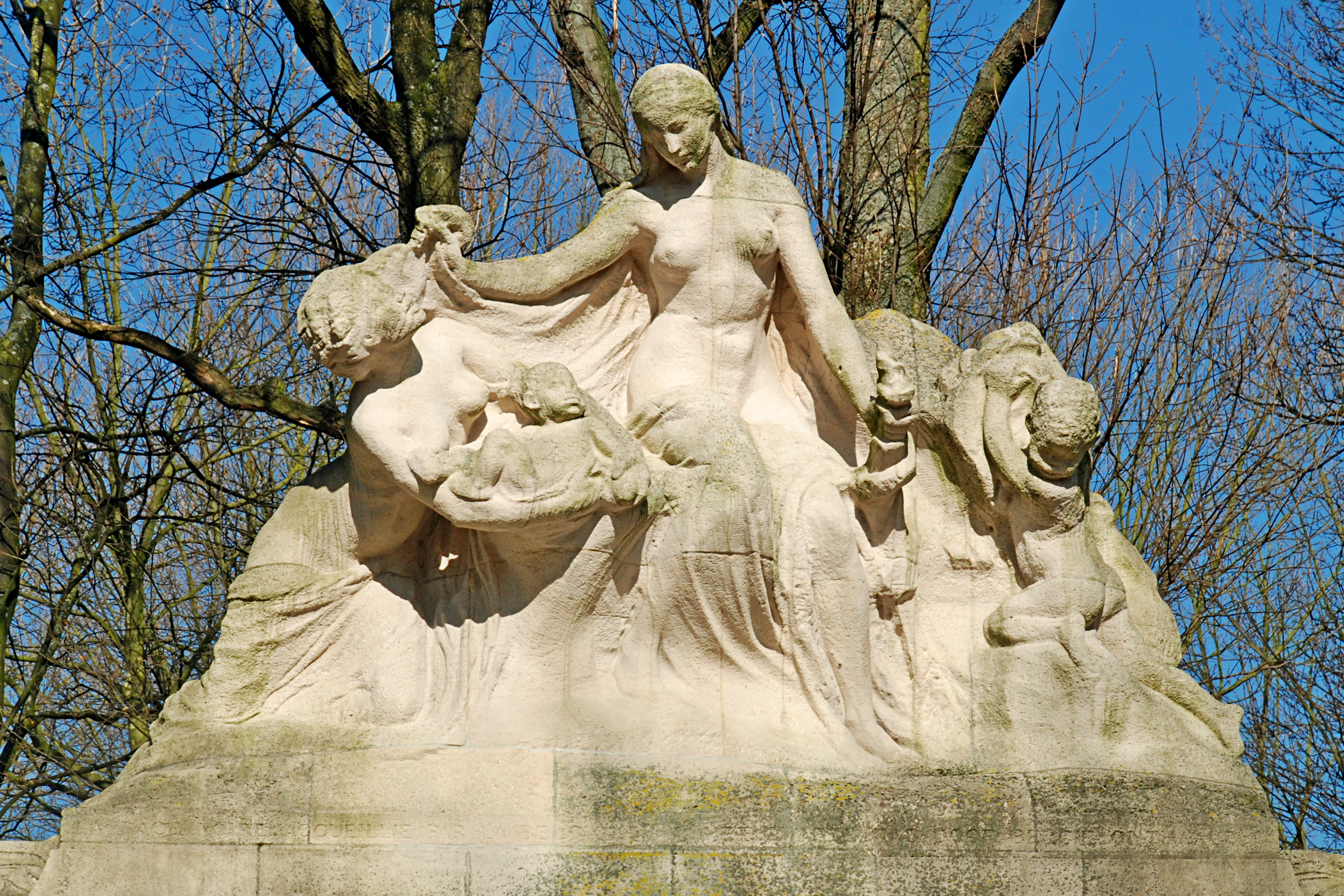
Het zwarte ras door België onthaald (Monument voor de Belgische pioniers in Congo, Jubelpark, Brussel).
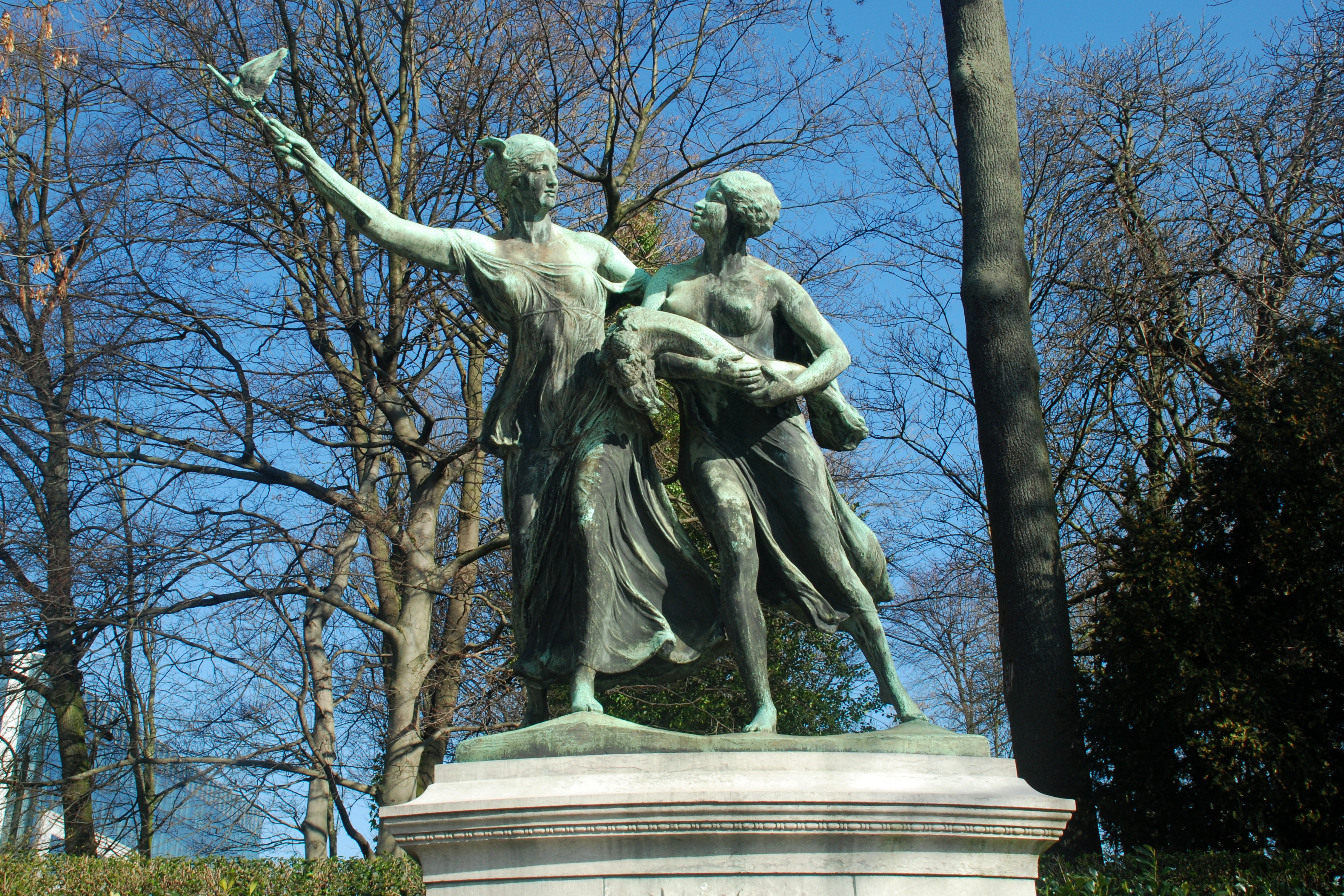
Het Belgische Genie gidst Congo (Monument Generaal Thys, Jubelpark, Brussel).

### Excuses
De kritiek op het koloniale verleden, en de oproep tot excuses, kwamen eind 2018 in een stroomversnelling, onder meer naar aanleiding van de heropening van het AfricaMuseum, de tv-serie-met-boek Kinderen van de kolonie en het rapport van een VN-werkgroep met het “advies aan de Belgische samenleving om in het reine te komen met het koloniale verleden”. Belgische historici erkenden de gruwelen van de koloniale periode, vooral tijdens de Congo Vrijstaat (1885–1908), weliswaar met nuances ten aanzien van het aantal slachtoffers. Op politiek vlak vond de oproep tot excuses steeds meer gehoor. Op 30 juni 2020 drukte koning Filip in een brief aan de Congolese president zijn spijt uit over het bewind van Leopold II en later België in Congo. Tot dan toe zweeg het hof daar steeds over. Spijt is echter juridisch minder sterk dan excuses.

## Gezagsdragers

### Gouverneurs-generaal

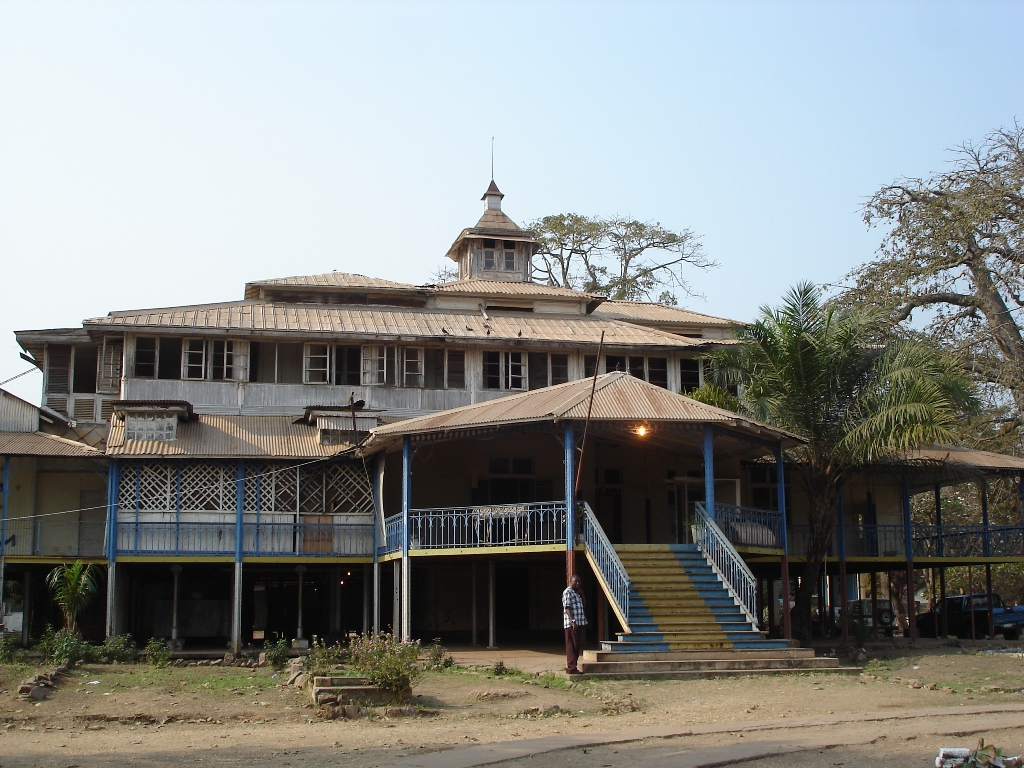
Vroegere residentie van de gouverneur-generaal van Belgisch-Congo in Boma, 1908–1926 (foto 2008).

Volgende personen waren gouverneur-generaal van Belgisch-Congo:
- Théophile Wahis, vanaf de annexatie tot 20 mei 1912
- Félix Fuchs, aangesteld op 20 mei 1912
- Eugène Henry, aangesteld 5 januari 1916
- Maurice Lippens, aangesteld 30 januari 1921
- Martin Rutten, aangesteld 24 januari 1923
- Auguste Tilkens, aangesteld 27 december 1927
- Pierre Ryckmans, aangesteld 14 september 1934
- Eugène Jungers, aangesteld 31 december 1946
- Léon Pétillon, aangesteld 1 januari 1952
- Hendrik Cornelis, aangesteld 5 juli 1958 – 30 juni 1960 (onafhankelijkheid)

## Imaginair
Belgisch-Congo heeft in het culturele en imaginaire bewustzijn zijn sporen achtergelaten. In de literatuur, bijvoorbeeld in de cyclus Gangreen van de auteur Jef Geeraerts, die in Belgisch-Congo als assistent-gewestbeheerder gezag uitoefende. Belgisch-Congo komt ook voor in, of vormt de achtergrond bij:
- André Gide, Voyage au Congo (1927);
- Evelyn Waugh, Remote people (1931);
- Alfons Vermeulen, De pioniersdagen van Chicongo (1933);
- Graham Greene, A burnt-out case (1959);
- Lieve Joris, Terug naar Congo (1987);
- Robert Edric, The Book of the Heathen (2000) (Ned. vert. In naam van de heiden, 2001).

De vijftigste verjaardag van de Congolese onafhankelijkheid leidde tot een stroom van publicaties in België, waaronder de bekroonde bestseller Congo van David Van Reybrouck.